# Giustiniano I
Flavio Pietro Sabbazio Giustiniano (in latino Flavius Petrus Sabbatius Iustinianus, pronuncia classica o restituta: [ˈflaːwɪ.us ˈpɛ.t̪rus ˈsab.ba.t̪i.us juːs.t̪i.niˈaːnus; Tauresio, 482 – Costantinopoli, 14 novembre 565), meglio noto come Giustiniano I il Grande, è stato un imperatore romano d'Oriente, dal 1º agosto 527 fino alla sua morte.
Governò assieme alla moglie Teodora fino a quando rimase vedovo (548). Giustiniano, ultimo imperatore romano educato nel seno di una famiglia di lingua e cultura latina, è considerato uno dei più grandi sovrani di età tardo-antica e altomedievale. Il suo governo coincise con un periodo d'oro per l'Impero romano d'Oriente, dal punto di vista civile, economico e militare. Nell'ambito della Restauratio Imperii, le vittoriose campagne dei generali Belisario e Narsete permisero il ricongiungimento all'Impero di parte dei territori dell'Occidente romano; venne portato a compimento un progetto di edilizia civile che ha lasciato opere architettoniche di eccezionale importanza come la chiesa di Hagia Sophia a Costantinopoli; il patronato imperiale diede inoltre nuova linfa alla cultura, con la fioritura di celebri storici e letterati, fra cui Procopio di Cesarea, Agazia, Giovanni Lido e Paolo Silenziario.
Ha contribuito in modo significativo alla storia del diritto, infatti la sua morte (565) viene fatta convenzionalmente coincidere con la fine del diritto romano. Inoltre, i suoi contribuiti segneranno notevolmente il diritto medievale, in particolare quello del Basso Medioevo, e sono alla base del diritto contemporaneo.La maggiore eredità lasciata da Giustiniano è la raccolta normativa del 535, poi conosciuta come Corpus iuris civilis, una compilazione omogenea della legge romana che è tutt'oggi alla base del diritto civile, l'ordinamento giuridico più diffuso al mondo. In Occidente, il Corpus iuris civilis venne preso come testo di riferimento solo a partire dal Basso Medioevo per merito della Scuola bolognese dei glossatori, dato che nell'Alto Medioevo sia sul diritto germanico sia sul diritto in uso presso le genti di espressione e cultura latine, ebbe maggiore influenza il Codex Theodosianus, emanato nel periodo di costituzione dei regni romano-barbarici entro un Impero d'Occidente in pieno smembramento. La peste che, durante il regno di Giustiniano, colpì lo Stato bizantino e l'intero bacino mediterraneo segnò la fine di un'epoca di splendore.

## Biografia

### Giovinezza e ascesa al potere (482-527)

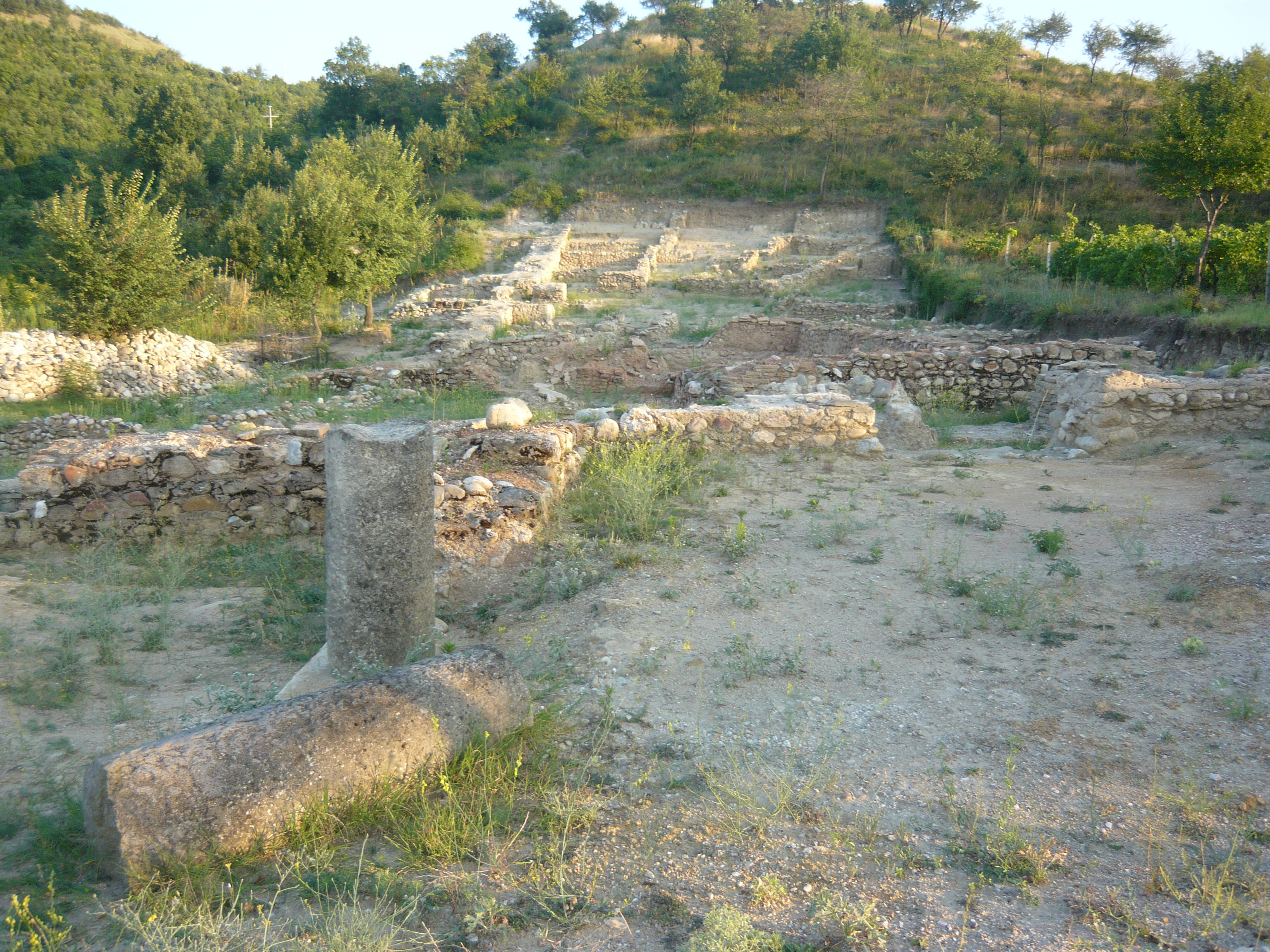
Le rovine della città di Tauresio, città natale di Giustiniano I

Giustiniano I nacque a Tauresio (l'odierna Taor, nella Macedonia del Nord), un villaggio della provincia romano-orientale della Dardania, intorno al 482 in una famiglia di lingua e cultura latine, molto probabilmente di stirpe illirica o trace. Sua madre, Vigilanza, era la sorella dello stimato generale Giustino il quale, facendo carriera tra i gradi dell'esercito, riuscì a divenire imperatore nel 518; venne in seguito adottato dallo zio, che lo portò con sé a Costantinopoli, dove poté ricevere una buona istruzione, seguendo il classico corso di studi che comprendeva, tra le materie, la giurisprudenza e la filosofia.
Seguì le orme dello zio, arruolandosi nelle file dell'esercito bizantino, nel quale fece avanzamenti di carriera rapidissimi, soprattutto grazie alla proclamazione di Giustino a imperatore. Nel 518 era già un membro scelto delle Scholae Palatinae, mentre nel 520 divenne magister militum praesentalis in seguito all'assassinio del suo predecessore Vitaliano, forse ordito dallo stesso Giustiniano. Nel 521 assunse il consolato, che celebrò con giochi fastosi e dispendiosi senza precedenti che lo portarono a spendere ben 4 000 libbre d'oro pur di accattivarsi il favore del popolo. Giustiniano, per il suo forte ascendente sullo zio, divenne l'effettivo detentore del potere molto prima che Giustino, proclamandolo Augusto, lo associasse a sé come imperatore il 1º aprile del 527. Già tra il 518 e il 520, nonostante la sua posizione all'epoca non elevata, assunse un ruolo importante nella risoluzione dello scisma acaciano prendendo parte attiva ai negoziati. Giustiniano, inoltre, approfittò della sua influenza politica per far sì che i crimini della fazione dell'ippodromo degli Azzurri fossero lasciati impuniti all'insaputa dello zio; tuttavia, tra il 524 e il 525, Giustiniano, essendosi ammalato gravemente, non riuscì a impedire che gli Azzurri responsabili di gravi delitti venissero condannati dal prefetto urbano su ordini di Giustino I, informato della situazione da alcuni funzionari; in ogni caso Giustiniano, una volta guarito, non tardò a vendicarsi del prefetto condannandolo all'esilio. Questo episodio, narrato dall'ostile Storia Segreta di Procopio, mostra l'enorme influenza rivestita da Giustiniano già all'epoca del regno dello zio.
Tra il 524 e il 525, Giustiniano sposò Teodora, un'attrice teatrale con trascorsi da prostituta. Giustiniano, per sposarla, dovette aggirare parecchi impedimenti, tra cui le resistenze di sua zia, l'imperatrice Eufemia, che era contraria al matrimonio con Teodora a causa della sua precedente attività, oltre a una legge che proibiva agli uomini di alto rango di sposare serve o attrici. Tuttavia, dopo la morte della zia, Giustiniano riuscì a persuadere lo zio imperatore a emanare un editto che permetteva alle ex attrici pentite di sposare i cittadini di alto rango, rendendo così possibile il matrimonio. Teodora sarebbe divenuta molto influente nelle politiche dell'impero, e gli imperatori successivi avrebbero seguito l'esempio di Giustiniano, sposandosi al di fuori della classe aristocratica.
Il 1º agosto dell'anno 527, per la morte di Giustino, Giustiniano restò l'unico imperatore.

### Regno

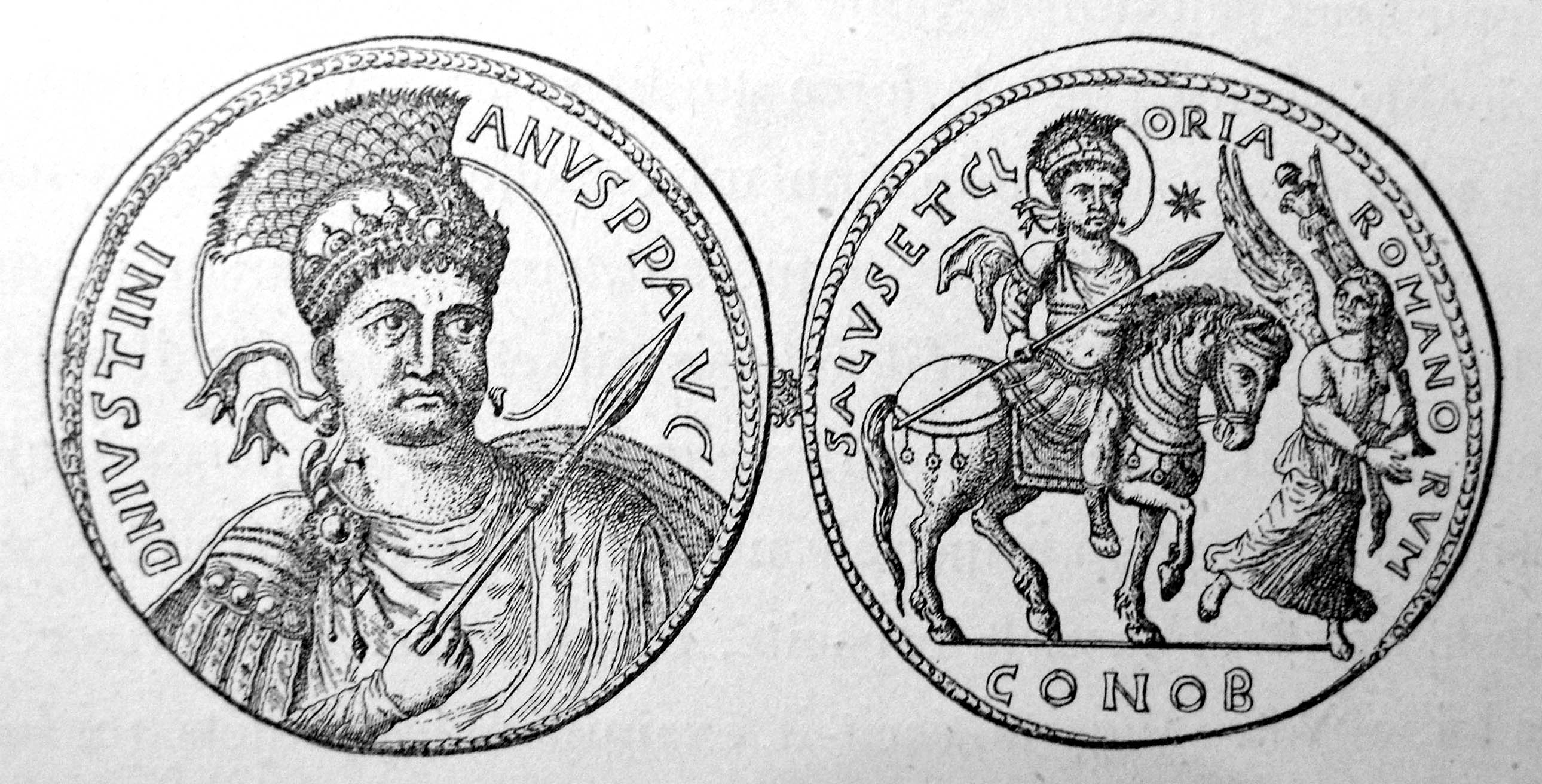
Ricostruzione di una moneta di Giustiniano I, che commemorava la riconquista dell'Africa, nel 535

Il suo regno ebbe un impatto mondiale, segnando un'epoca distinta nella storia dell'Impero bizantino e della Chiesa ortodossa. Giustiniano fu uomo di insolita abilità nel lavoro e dotato di un carattere moderato, affabile e vitale, ma all'occorrenza scaltro e privo di scrupoli. Fu l'ultimo imperatore a tentare di restaurare l'antico Impero romano, impadronendosi di gran parte dei territori che facevano parte dell'Impero romano d'Occidente; a questo scopo diresse le sue guerre e la sua colossale attività di costruzione. Partendo dalla premessa che l'esistenza del bene comune era affidata alle armi e alla legge, prestò particolare attenzione alla legislazione e fece redigere quello che sarebbe diventato un monumento a sua perenne memoria, codificando il diritto romano nel Corpus iuris civilis. Nel 535, Giustiniano fondò Giustiniana Prima, nei pressi della sua città natale. Teodora morì nel 548; Giustiniano le sopravvisse per quasi 20 anni e morì la notte tra il 14 e il 15 novembre 565.

#### Amministrazione interna e provinciale

##### Protezione degli Azzurri

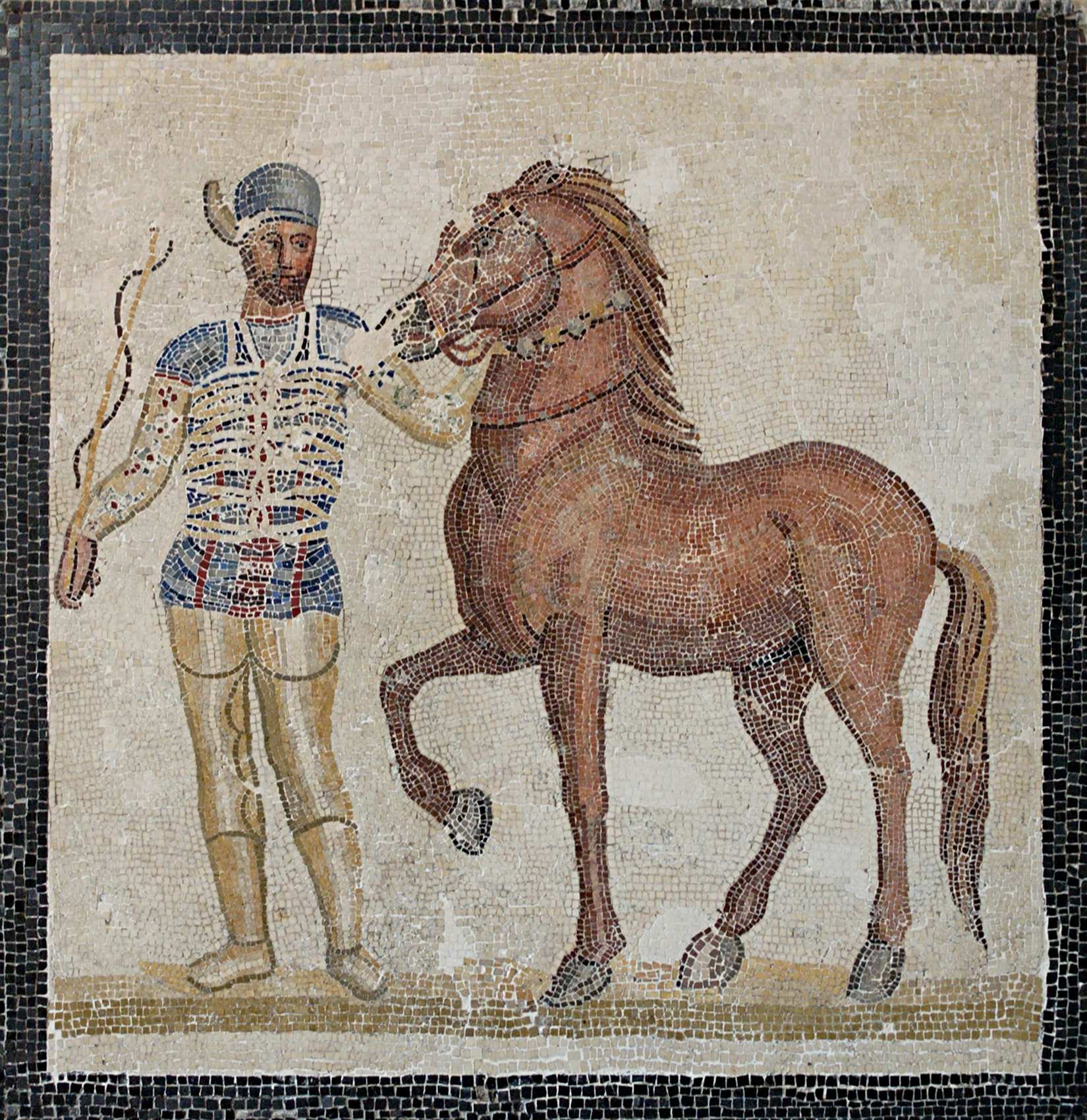
Auriga del circo. Le fazioni del circo generarono enormi disordini a Costantinopoli, minacciando persino di deporre Giustiniano

Varie fonti ostili al sovrano, come Procopio ed Evagrio Scolastico, sostengono che Giustiniano, nel corso del suo regno, garantì l'immunità alla fazione dell'ippodromo degli Azzurri (anche detti Veneti), permettendo loro ogni crimine ai danni dei loro avversari (i Verdi, anche detti Prasini) e punendo severamente i magistrati che osavano condannarli. Evagrio, in particolare, narra che gli Azzurri potevano impunemente assassinare di giorno per strada i loro avversari e depredarli dei beni, e che il praeses (governatore) della Cilicia, Callinico, fu giustiziato per aver osato condannare due di essi per i loro crimini; la conseguenza di tale politica fu che i Verdi erano costretti a fuggire dalle loro abitazioni e, venendo respinti dovunque andassero, per reazione si diedero ad assaltare i viandanti per derubarli o assassinarli; Evagrio comunque ammette che in alcune circostanze Giustiniano, mostrando una certa volubilità, non si oppose alla giusta punizione degli Azzurri per i crimini commessi. La Storia Segreta di Procopio, fornendo sostanzialmente la stessa versione di Evagrio ma con maggiori dettagli, sostiene che gli Azzurri indossavano un caratteristico abbigliamento "alla unna" e che in un primo momento commettevano omicidi e furti di sera, ma, successivamente, a causa della loro mancata punizione da parte delle autorità pubbliche, cominciarono a commettere delitti anche in pieno giorno e a danni di persone qualunque (indipendentemente dalla loro appartenenza ai Verdi), talvolta su commissione.
La storiografia moderna ritiene che Giustiniano favorì gli Azzurri, che condividevano le sue idee politiche ed ecclesiastiche e godevano del favore di Teodora che detestava i Verdi, soprattutto durante il regno di Giustino, mentre, una volta diventato imperatore, assunse una posizione più neutrale: lo testimonierebbe un editto promulgato da Giustiniano insieme a suo zio Giustino (il quale lo aveva appena associato al trono proclamandolo co-imperatore), con il quale veniva proclamata l'uguaglianza di tutti di fronte alla legge, indipendentemente dalla loro fazione. Le repressioni, che colpirono ambedue le fazioni, suscitarono il malcontento di entrambe, e a ciò si unì l'aumento delle tasse, imposto da Giustiniano per ottenere il denaro necessario per portare avanti la propria politica restauratrice dell'Impero romano universale.

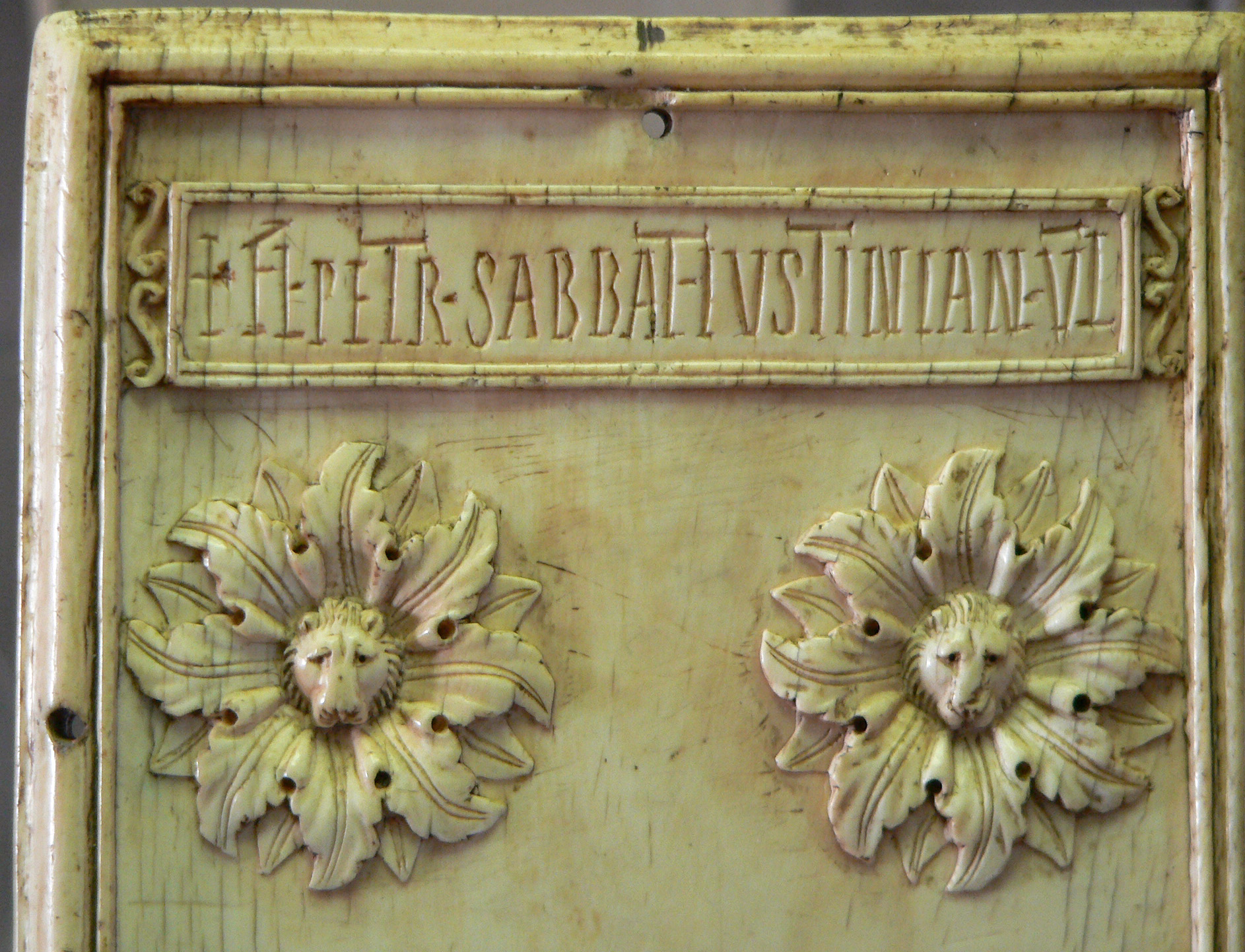
Dittico consolare che mostra il nome completo di Giustiniano I

La conseguenza di ciò fu una seria rivolta scoppiata durante i giochi dell'ippodromo alle idi di gennaio del 532. Tre giorni prima il praefectus urbi aveva condannato a morte sette esponenti di entrambe le fazioni, presumibilmente per dimostrare ai Verdi, che si erano lamentati per il favore imperiale goduto dagli Azzurri, l'imparzialità del governo. Tuttavia due dei faziosi (uno appartenente agli Azzurri e l'altro ai Verdi) condannati all'impiccagione si salvarono perché il capestro si spezzò e riuscirono a fuggire trovando rifugio in una chiesa. Tre giorni dopo, ai giochi dell'ippodromo, le due fazioni chiesero la grazia dei due criminali scampati ma, non ricevendo risposta, si rivoltarono entrambe. Ebbe così inizio la rivolta di Nika, dal grido con cui le due fazioni diedero inizio alla rivolta ("Nika", cioè "Vinci").
L'imperatore tentò di trattare coi rivoltosi, destituendo i ministri Triboniano e Giovanni di Cappadocia, invisi ai faziosi, ma ciò non bastò a spegnere la rivolta e le due fazioni proclamarono imperatore Ipazio, nipote di Anastasio I. Giustiniano, disperato, aveva già pronte le navi per fuggire dalla capitale, ma Teodora riuscì a dissuaderlo, affermando che avrebbe preferito morire da imperatrice piuttosto che perdere il trono fuggendo. Incoraggiato dalle parole di Teodora, Giustiniano diede a Narsete il compito di corrompere gli Azzurri col denaro, mentre Belisario e Mundo dovevano sedare la rivolta con le armi; la vicenda si concluse col massacro di oltre 30 000 persone nell'ippodromo. Il giorno successivo vennero giustiziati l'usurpatore Ipazio e il complice Pompeo.
Negli anni successivi alla rivolta sembra che le fazioni si siano comportate bene e occasionali disordini furono stroncati sul nascere. L'imperatore riedificò Santa Sofia e le altre chiese ed edifici danneggiati durante la rivolta.
Con la morte di Giustiniano e l'ascesa di Giustino II, il nuovo imperatore giurò che avrebbe punito con uguale vigore sia i Verdi sia gli Azzurri. Queste furono le sue parole alle due fazioni: «Azzurri, Giustiniano non c'è più! Verdi, egli è ancora vivo!»

#### Riforme provinciali
Giustiniano apportò alcune modifiche al sistema provinciale che si discostarono dai principi di Diocleziano e che, secondo J. B. Bury, anticiparono la riforma dei themata: queste riforme prevedevano infatti per determinate regioni dell'Impero l'accentramento del potere amministrativo e militare (che secondo Diocleziano dovevano rimanere separati) nelle mani di un'unica persona, la soppressione di alcuni vicari e l'accorpamento di province più piccole in province più grandi. Queste riforme risalgono agli anni 535 e 536 e sono motivate dal tentativo di porre fine ai conflitti tra autorità civile e autorità militare.
Cipro e Rodi, le Cicladi, la Caria, la Mesia e la Scizia vennero unite nella cosiddetta "Prefettura delle Isole" e posta sotto il comando di un quaestor exercitui residente a Odesso. Giustiniano, inoltre, elevò i praeses della Fenicia Libanese al rango di spectabilis e i praeses della Palestina Salutare a proconsoli, il che illustra la volontà dell'Imperatore di incrementare i poteri delle autorità minori. Nello stesso tempo diminuì i poteri dei governatori più potenti, per esempio il Prefetto del pretorio d'Oriente e il Conte d'Oriente, quest'ultimo degradato a semplice governatore provinciale. Anche le diocesi di Asia e Ponto vennero abolite, anche se quest'ultima, tredici anni dopo, venne ripristinata per gravi problemi interni. I vicari di queste due diocesi divennero, con il titolo di Comes Iustinianus e con poteri sia civili sia militari, governatori rispettivamente delle province di Frigia Pacatiana e Galazia Prima. Quando la diocesi del Ponto venne ripristinata, il vicario ottenne poteri anche militari, per poter contrastare meglio i banditi che infestavano la regione. Giustiniano abolì inoltre il titolo di vicario di Tracia e di vicario delle Lunghe Mura, affidando l'amministrazione della diocesi di Tracia al Praetor Iustinianus di Tracia. In Egitto, ritenendo troppo gravoso per un solo uomo il governo della diocesi egiziana, limitò l'autorità del Prefetto Augusteo (il vicario d'Egitto) alle sole province di Alessandria e di Aegyptus I e II con il titolo di dux e con autorità sia civile sia militare. Le province della Tebaide vennero invece affidate al dux di Tebaide mentre le due Libie vennero governate dal dux di Libia. Il risultato fu che la diocesi d'Egitto venne scissa in cinque circoscrizioni (gruppi di province) indipendenti tra loro, governate da duci con autorità sia civile sia militare e dipendenti dal prefetto d'Oriente.
Quando Africa e Italia vennero riconquistate, Giustiniano ripristinò la prefettura del pretorio d'Africa mentre la prefettura del pretorio d'Italia ritornò in mano imperiale dopo averla strappata ai Goti.

##### Abolizione del consolato
Nel 541 Giustiniano abolì il consolato. Il motivo di tale provvedimento era il fatto che tale carica, oltre a essere prettamente onorifica, portava al dispendio di ingenti somme di denaro. Peraltro le spese per le celebrazioni all'inizio dell'anno, che erano a carico del console, ammontavano a 2 000 libbre d'oro, una cifra alla portata solo dei cittadini più ricchi, per cui diventava sempre più difficile trovare persone disposte a spendere una tale quantità di denaro per assumere la carica. In alcuni casi era l'imperatore stesso a pagare le spese per il consolato al posto del console. Nel 538 Giustiniano promulgò una legge che abbreviò la durata delle feste per festeggiare il console e rese facoltativa la distribuzione di denaro alla popolazione, stabilendo che, nel caso ci fosse stata, sarebbero state distribuite non monete d'oro ma monete d'argento. Nonostante ciò, nel 541, dopo il consolato di Basilio, la carica di console venne abolita. Da allora in poi il titolo di console divenne una carica che poteva essere assunta soltanto dall'imperatore nel primo anno di regno.

##### Riforme contro gli abusi
Durante la prefettura di Giovanni di Cappadocia, il prefetto d'Oriente e Giustiniano promulgarono alcune leggi per contrastare gli abusi e le iniquità commesse a danno dei sudditi. Una di queste prevedeva l'abolizione della suffragia, una somma di denaro che i governatori di provincia dovevano sborsare per ottenere il posto: secondo l'imperatore, i governatori, per rifarsi della spesa, spesso estorcevano ai cittadini una somma da tre a dieci volte maggiore. L'imperatore proibì inoltre ai governatori di comprare le cariche e i contravventori vennero puniti con l'esilio, la perdita delle proprietà o punizioni corporali.
Confermò inoltre una legge che proibiva ai governatori che si dimettevano di lasciare la provincia prima di 50 giorni dalle dimissioni, in modo che potessero essere giudicati per eventuali reati commessi. Cercò anche di dare maggiore autorità al difensor civitatis, il magistrato che avrebbe dovuto difendere i diritti dei più deboli, ma che era diventato pressoché ininfluente e impotente; stabilì che il difensor civitatis sarebbe stato eletto tra gli individui più influenti della città, sarebbe stato in carica non più di due anni e avrebbe giudicato anche i casi minori e non coinvolgenti non più di 300 nomismata.
Istituì anche la figura del quaesitor, un magistrato che aveva l'incarico di indagare i motivi per cui i provinciali si fossero trasferiti a Costantinopoli e, nel caso non fossero validi, rispedirli nelle loro province natie. Una tale carica fu istituita per contrastare il trasferimento dei provinciali nella capitale, dove un aumento del proletariato avrebbe potuto causare numerosi problemi di ordine pubblico.
Abolì inoltre la carica di praefectus vigilum, un ufficiale subordinato al praefectus urbi che aveva il compito di arrestare i malviventi, sostituendola con la carica di pretore dei demi. Quest'ultimo, a differenza del praefectus vigilum, era indipendente dal praefectus urbi ed era sia giudice sia capo della polizia.
Tuttavia queste leggi non riuscirono a eliminare la corruzione; fonti coeve parlano infatti di compravendita delle cariche e di altri casi di corruzione, spesso per opera dei ministri di Giustiniano (ad esempio il prefetto del pretorio Pietro Barsime).

##### Politica finanziaria

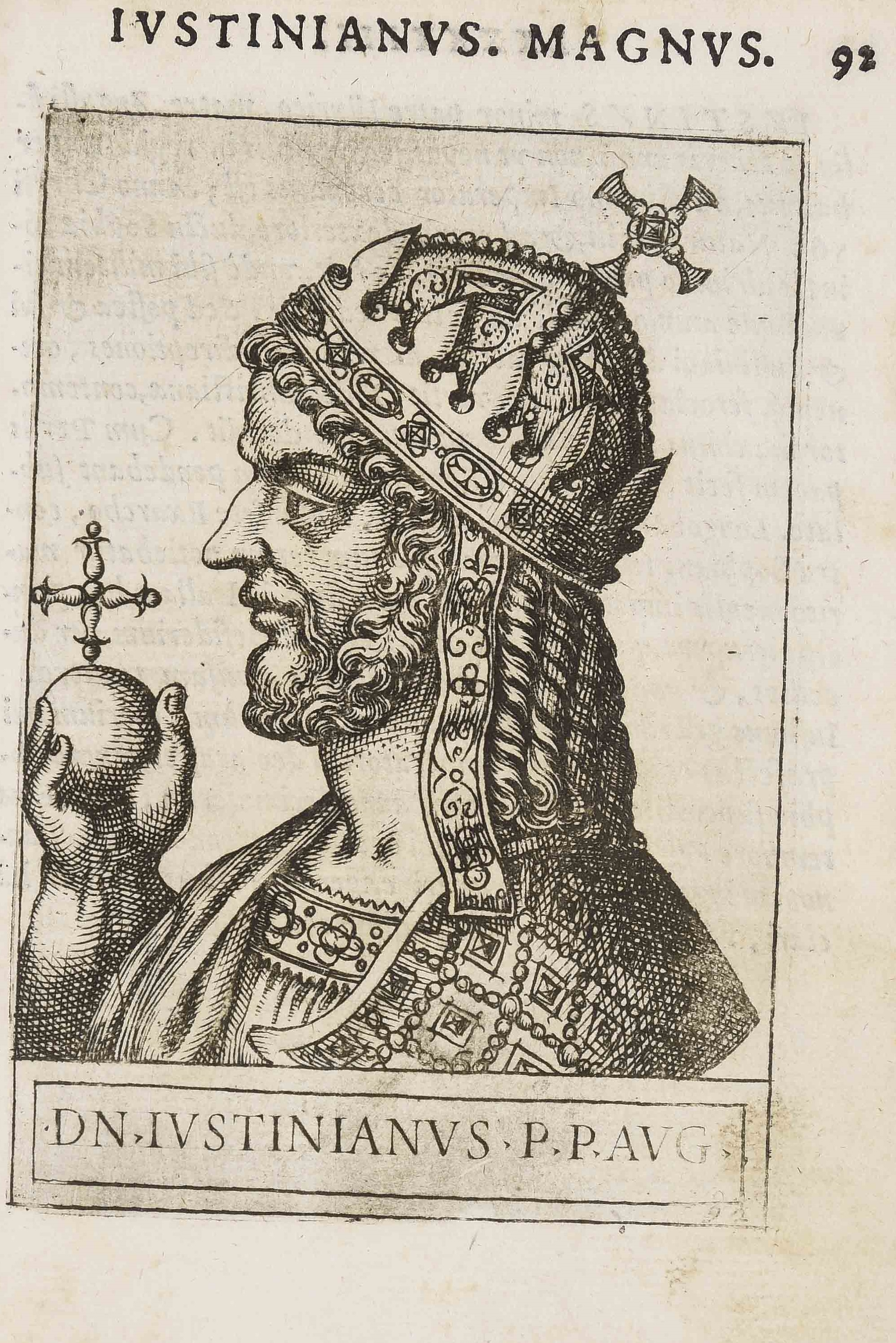
Giustiniano ritratto da Giovanni Battista Cavalieri nell'opera Romanorum Imperatorum effigies (1583), dalla copia conservata presso la Biblioteca comunale di Trento

Giustiniano viene accusato da Procopio di aver dilapidato le casse statali, lasciate piene da Anastasio, con le sue guerre di conquista e con la sua attività edilizia e, una volta svuotatele, di aver oppresso i sudditi facendosi erede di ricchi senatori con falsi testamenti, confiscando con pretesti vari le ricchezze di vari senatori e tassando i poveri. Inoltre, a dire di Procopio, il denaro accumulato in tal modo veniva elargito, sotto forma di tributi, ai Barbari, rendendo così l'Impero loro tributario.
Pur essendo presente nella Storia segreta di Procopio un fondo di verità, va detto che è una fonte di parte e che Procopio tenta di screditare Giustiniano facendo apparire come "sue innovazioni" degli abusi già esistenti sotto i suoi predecessori. Secondo J.B. Bury il sistema fiscale tardo-romano era per sua stessa natura così oppressivo che qualunque occhio critico avrebbe potuto raccogliere vari casi di oppressione (omettendo tutti i tentativi per alleviarla) per attaccare un sovrano facendolo apparire un tiranno. Giustiniano, tra l'altro, tentò di combattere tali abusi e molte delle confische di terreni ai senatori erano giustificate dal fatto che essi avevano cospirato contro di lui. Le accuse che Giustiniano avrebbe sfruttato le leggi per arricchirsi tramite la confisca di proprietà dei senatori giudicati colpevoli sembrano trovare smentite nel fatto che restituì ai senatori coinvolti nella rivolta di Nika le proprietà a loro confiscate e che negli ultimi anni, nonostante fosse in impellenti necessità di soldi, abolì la confisca di proprietà come pena per crimini ordinari.
Analisi moderne hanno calcolato che il bilancio statale ai tempi di Anastasio era di circa 8 milioni di nomismata con una riserva di 23 milioni. Secondo Warren Treadgold, a smentita di quanto affermato da Procopio, Giustiniano spese sì grandi somme di denaro sfruttando le riserve di denaro ereditate da Anastasio, ma non in maniera sconsiderata come lo storico tardo-antico affermava. Sotto l'amministrazione di Giovanni di Cappadocia finì la compravendita delle cariche e, grazie ai tesori dei Goti e dei Vandali, nel 541 il bilancio sembra essere aumentato a 11,3 milioni di nomismata, circa un terzo in più rispetto ad Anastasio.
La catastrofica epidemia di peste del 542 cambiò le carte in tavola. Probabilmente circa un quarto della popolazione dell'Impero venne uccisa dalla pestilenza e lo stesso imperatore cadde malato. Inoltre la caduta in disgrazia del prefetto del pretorio Giovanni di Cappadocia, accusato di avere congiurato contro l'imperatore, privò Giustiniano di un abile consigliere seppur impopolare. Per mantenere in attivo il bilancio statale, con le entrate in forte calo a causa della peste, l'imperatore nominò prefetto del pretorio Pietro Barsime, un banchiere disonesto. Pietro riuscì a mantenere in attivo il bilancio statale riprendendo la compravendita delle cariche e opprimendo i senatori con confische e altre iniquità. Per risparmiare smise inoltre di pagare i limitanei (cioè le truppe di frontiera), con il risultato che nel 545 numerosi soldati disertarono.
Giustiniano comunque cercò di venire incontro ai suoi sudditi: poiché gli abitanti delle province erano gravati dall'onere di fornire cibo agli eserciti ivi stanziati e trasportare le scorte negli accampamenti, egli con una legge del 545 stabilì che da quel momento in poi sarebbero stati pagati in pieno per il cibo fornito agli eserciti e che gli eserciti non avrebbero potuto più prelevare dalla popolazione cibo gratuitamente o senza autorizzazione scritta. Tentò anche di combattere gli abusi nella riscossione dell'epibola, una tassa gravosa pagata dai proprietari terrieri per le terre non coltivabili adiacenti ai loro latifondi; la peste e le devastazioni apportate dai Persiani sembrano tuttavia aver reso la riscossione dell'epibola frequente e gravosa.
Nel 558 scoppiò di nuovo la peste, che probabilmente vanificò ogni tentativo di ripresa demografica ed economica e che spinse il prefetto del pretorio Pietro Barsime (al suo secondo mandato) ad adottare gli stessi metodi impopolari del suo primo mandato pur di mantenere in attivo il bilancio statale. Nel 565, alla morte di Giustiniano, il bilancio statale era di 8,3 milioni di nomismata, quasi lo stesso dei tempi di Anastasio. La peste aveva impoverito lo Stato e costretto, insieme alle guerre di conquista e all'attività edilizia, Giustiniano a metodi oppressivi che lo resero impopolare. Secondo Warren Treadgold, Giustiniano ebbe il merito di aver saputo affrontare efficacemente la forte crisi provocata dalla peste, impedendo, seppur a malapena e con metodi impopolari, il completo collasso economico e militare dello Stato bizantino.

##### Politica commerciale
Ai tempi di Giustiniano, Costantinopoli, grazie alla sua posizione geografica privilegiata, dominava i traffici commerciali nel Mediterraneo. I Bizantini non erano granché interessati a commerciare con nazioni europee, ormai impoverite dalle invasioni barbariche; preferirono piuttosto stringere contatti commerciali con le nazioni dell'Estremo Oriente, come India e Cina, dove veniva prodotta la seta. I Cinesi importavano dai Bizantini vasellame e stoffe prodotte in Siria ed esportavano la seta.

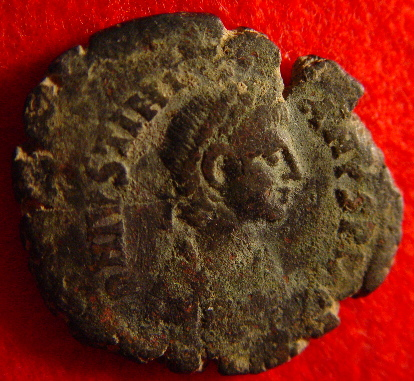
Giustiniano I, raffigurato su una moneta dell'epoca

Un grosso ostacolo ai traffici con l'Estremo Oriente era però rappresentato dalla Persia, nemico giurato dell'Impero, sul cui territorio era necessario passare per giungere in Cina. Una conseguenza di ciò è che, durante i frequenti conflitti con i Persiani Sasanidi, i traffici con Cina e India non erano possibili. Giustiniano cercò di ovviare a questo problema tentando di aprirsi un passaggio per la Cina attraverso la Crimea e in questa occasione i Bizantini avviarono delle relazioni diplomatiche con i Turchi, anch'essi venuti in conflitto commerciale con i Sasanidi. Sotto il successore di Giustiniano, Giustino II, Bizantini e Turchi si allearono contro i Persiani. Un altro modo con cui Giustiniano cercò di commerciare con la Cina senza passare per la Persia fu giungere via mare passando per il Mar Rosso e per l'Oceano Indiano. In quest'occasione strinse rapporti commerciali con gli Etiopi del Regno di Aksum. Tuttavia entrambe le vie alternative presentavano inconvenienti: l'Oceano Indiano era dominato dai mercanti sasanidi, mentre la via asiatica era impervia e piena di pericoli.
Il problema fu risolto dall'astuzia di due monaci nestoriani che, in un viaggio in Oriente, riuscirono a impadronirsi del segreto della produzione della seta e riuscirono a portare di nascosto a Costantinopoli dei bachi da seta. La fioritura della produzione della seta nell'Impero che ne seguì fece sì che la produzione della seta divenne uno dei settori più importanti dell'industria bizantina e portò a un considerevole aumento delle entrate. I principali centri di produzione della seta nell'Impero erano Costantinopoli, Antiochia, Tiro, Beirut e Tebe.
I Bizantini esportavano dai popoli delle steppe stoffe, ornamenti e vino e importavano pelli, cuoio e schiavi. L'Egitto importava dall'India le spezie. Il commercio delle spezie potrebbe aver contribuito alla diffusione dell'epidemia di peste che colpì l'Impero durante il regno di Giustiniano; sembra infatti che l'epidemia si sia originata dall'Etiopia e da lì, tramite il commercio, sarebbe giunta in Egitto, da dove si sarebbe diffusa per tutto l'Impero. La peste colpì duramente soprattutto i commerci, che entrarono in crisi.

#### L'attività legislativa
(Dante, Divina Commedia, Paradiso, canto VI, vv. 10-12)

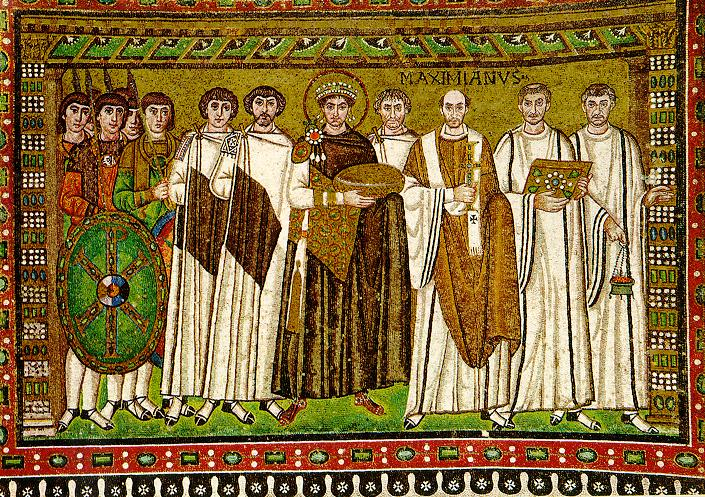
L'imperatore Giustiniano I con il suo seguito, Ravenna, basilica di San Vitale

Se i piani militari o le sue risposte alle gravi crisi demografica, economica e sociale non ebbero particolare successo, Giustiniano conquistò una fama duratura per la sua rivoluzione giuridica, che riorganizzò il diritto romano in una forma e uno schema organico rimasto alla base della legge di diverse nazioni odierne.
La sua attività può essere opportunamente suddivisa in tre periodi. Il "primo" periodo, dal 528 al 534, fu caratterizzato dalle grandi compilazioni, con la preparazione e la pubblicazione di:
- Il primo Codice (Novus Iustinianus Codex), dal 528 al 529.
- Il Digesto, o Pandette (Digestum, seu Pandectae), dal 530 al 533, una raccolta di materiali attribuibili a giuristi antichi e, soprattutto, ai cinque ritenuti più autorevoli dalla Legge delle Citazioni, ovvero Papiniano, Gaio, Paolo, Ulpiano e Modestino.
- Le Istituzioni (Institutiones Iustiniani sive Elementa), del 533, un manuale dei fondamenti del diritto originariamente destinato all'insegnamento scolastico della materia e composto attingendo largamente a testi analoghi di epoca precedente, come le Istituzioni di Gaio e quelle di Paolo.
- Il secondo Codice (Codex repetitae praelectionis), del 534, ossia il Codice vero e proprio con la raccolta delle leges imperiali.

Il lavoro compiuto in questo periodo risentì positivamente del coordinamento operato da Triboniano: il quaestor sacri palatii era infatti un esperto e colto giurista, perfettamente a suo agio anche nel maneggiare leggi vecchie di secoli.
Il "secondo periodo", dal 535 al 542, fu caratterizzato da un'intensa legislazione "corrente" (per mezzo delle Novellae constitutiones, che raccolsero i frutti dell'intensa stagione legislativa tra il 535 e il 542). Il "terzo periodo", infine, dal 543 al 565, anche per la minore, o diversa, qualità dei collaboratori, vide l'attività legislativa (sempre per mezzo di Novellae) farsi sempre più scarsa e scadente.
Il Corpus iuris civilis fu formato da tali opere, nelle quali le nuove leggi si armonizzavano con quelle antiche. Nel primo periodo furono scritte in latino, lingua ufficiale dell'impero ma scarsamente conosciuto dai cittadini delle province orientali (anche se lo stesso Giustiniano era di lingua, cultura e mentalità latine e parlava con difficoltà il greco). Il latino infatti era sostanzialmente la lingua dell'amministrazione, della giustizia e dell'esercito, mentre le principali lingue d'uso nella parte orientale dell'impero erano il greco e, in minor misura, il copto, l'aramaico e l'armeno (rispettivamente in Egitto, Siria e alcune regioni dell'Asia Minore). Se il dominio romano, repubblicano prima e imperiale dopo, era riuscito a imporre con successo il proprio diritto e le proprie istituzioni politiche e militari, il sostrato culturale delle province orientali dell'impero continuò a essere improntato in larga misura a forme e moduli di tipo tardo-ellenistico. Per ovviare a ciò, le opere successive (dalle Novellae in poi) vennero redatte pragmaticamente in greco, lingua più utilizzata dal popolo e nella pratica amministrativa quotidiana.
Il Corpus forma la base della giurisprudenza latina (compreso il diritto canonico: ecclesia vivit lege romana) e, per gli storici, fornisce una preziosa visione dall'interno, delle preoccupazioni e delle attività dell'Impero romano. Raccoglie assieme le molte fonti in cui le leges (leggi) e le altre regole erano espresse o pubblicate: leggi vere e proprie (leges), senatoconsulti (senatusconsulta), decreti imperiali, rescritti, opinioni e interpretazioni dei giuristi (responsa prudentium). Il Corpus viene definito un "monumento alla sapienza giuridica di Roma" e fu alla base della rinascita degli studi giuridici e delle istituzioni politiche in Europa, tanto che ancora oggi costituisce il fondamento di molti sistemi giuridici nazionali nel mondo.
Anche in campo amministrativo la sua attività fu notevole: dopo la rivolta di Nika iniziò a rinnovare l'impero coadiuvato dal prefetto Giovanni di Cappadocia, accorpando province, potenziando l'accentramento amministrativo e iniziando una rigorosa politica finanziaria improntata al taglio degli sprechi e al recupero sistematico delle somme dovute allo Stato.

#### Le attività militari e le campagne di Belisario
Prima dell'avvento di Giustiniano I (527).
     Dopo la sua morte (565).

Mappa dell'Impero bizantino:
Prima dell'avvento di Giustiniano I (527).
Dopo la sua morte (565).

Come i suoi predecessori romani e successori bizantini, Giustiniano si impegnò in guerra contro la Persia della dinastia sasanide. Comunque, le sue principali ambizioni militari si concentrarono sul Mediterraneo occidentale, dove il suo generale Belisario guidò la riconquista di parti del territorio del vecchio Impero romano. Belisario ottenne questo compito come ricompensa per esser riuscito a sedare la rivolta di Nika, a Costantinopoli, nel gennaio del 532, nella quale fanatici della corsa con le bighe avevano costretto Giustiniano a dimettere l'impopolare Triboniano, e avevano tentato di rovesciare l'imperatore stesso. La conclusione della guerra iberica (526-532) contro la Persia, sancita con la cosiddetta pace eterna (532), diede a Giustiniano via libera per le campagne di conquista in Occidente, almeno fino alla ripresa delle ostilità con i Persiani a partire dal 540.

##### Guerre in Africa
Nel 533 Giustiniano trovò un pretesto per dichiarare guerra ai Vandali: nel 530 il loro re Ilderico, di fede cattolica, era stato infatti rovesciato dal cugino (di fede ariana) Gelimero, che assunse il potere. Giustiniano, in buoni rapporti con Ilderico, intimò a Gelimero di restituire il trono al legittimo re, ma al suo rifiuto, dichiarò guerra ai Vandali. Belisario ottenne il comando della spedizione e, arrivato in Africa, riuscì a infliggere una seria sconfitta alla popolazione barbarica presso Ad Decimum, poco distante da Cartagine. Due giorni dopo Belisario entrò a Cartagine e, infliggendo un'altra sconfitta ai Vandali a Tricamaro, li costrinse infine alla resa. L'Impero ritornò così in possesso dell'Africa vandalica, Sardegna, Corsica e Isole Baleari.

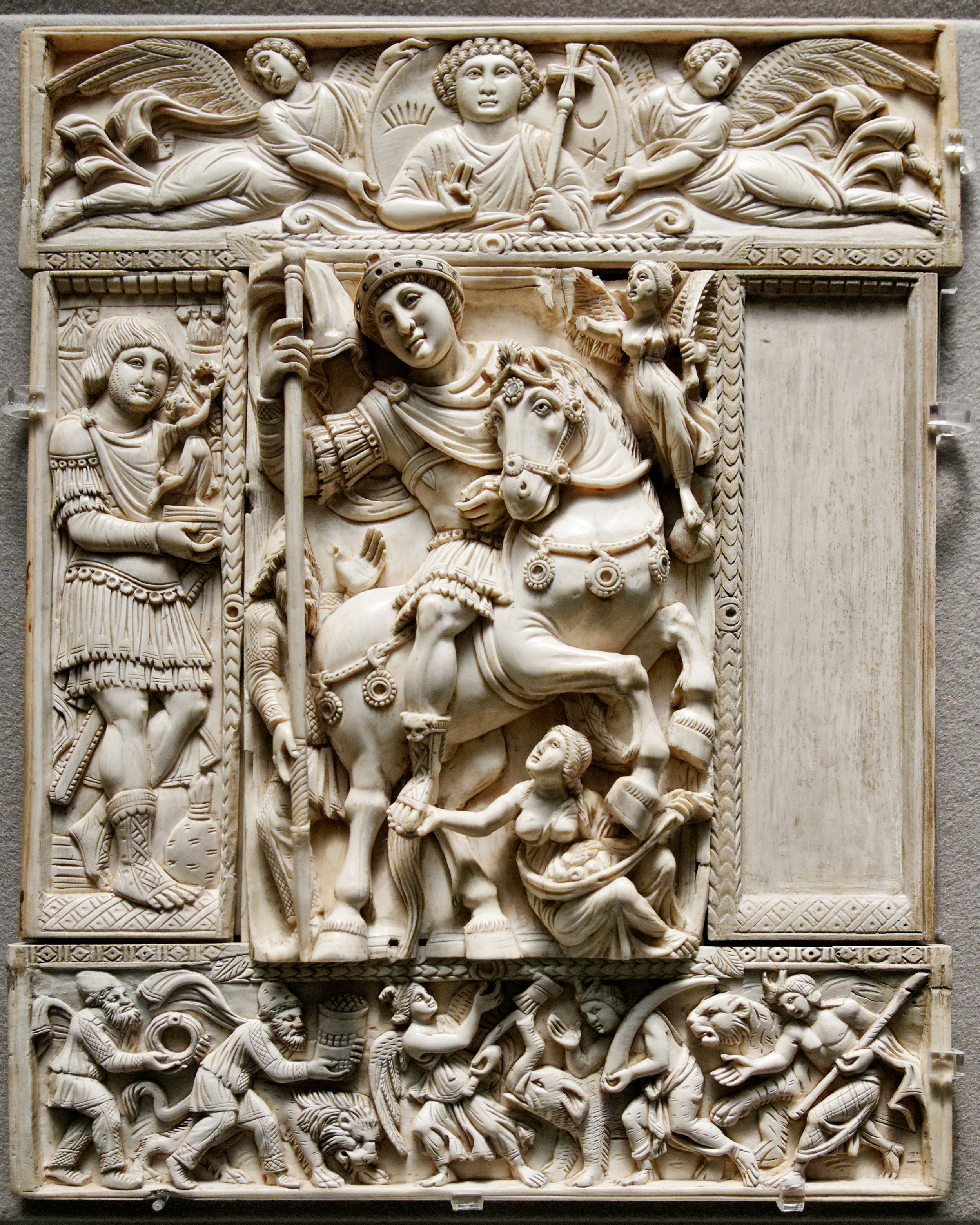
L'avorio Barberini, raffigurante probabilmente Giustiniano trionfante sul nemico persiano

Immediatamente dopo la vittoria, nell'aprile 534, l'imperatore Giustiniano promulgò una legge riguardante l'organizzazione amministrativa dei nuovi territori. L'Augusto ripristinò la vecchia amministrazione, ma promosse il governatore a Cartagine a prefetto del pretorio: 
(Codex Iustinianus, I.XXVII)
L'intento di Giustiniano fu, sostiene lo storico J.B. Bury, quello di «cancellare ogni traccia della conquista vandala, come se non ci fosse mai stata». Il cattolicesimo ritornò a essere la religione ufficiale delle nuove province e gli Ariani vennero perseguitati.
Anche la proprietà terriera venne riportata allo stato preesistente alla conquista vandalica, ma la scarsità di validi titoli di proprietà dopo 100 anni di dominio vandalico provocarono un caos amministrativo e giuridico. A capo dell'amministrazione militare venne posto il magister militum Africae, con un subordinato magister peditum e quattro comandi regionali di frontiera (Tripolitania, Byzacena, Numidia e Mauretania) sotto il comando di un dux. Questa organizzazione venne introdotta gradualmente, poiché a quel tempo i Romani erano impegnati nella lotta contro i Mauri.
Le campagne successive in Africa, volte soprattutto a difendere i territori bizantini dagli attacchi dei Mauri, culminarono nel 548 in una campagna vittoriosa di Giovanni Troglita, cantata da Corippo nel poema Ioanneide.

##### Guerre in Italia
Giustiniano trovò quindi il pretesto per dichiarare guerra agli Ostrogoti, che governavano a quei tempi l'Italia, nell'assassinio della reggente Amalasunta compiuto da Teodato per impadronirsi del trono. Giustiniano aveva stretto relazioni amichevoli con Amalasunta, reggente del regno ostrogoto per conto del figlio Atalarico, la quale, venuta a conoscenza che era stata ordita una congiura per detronizzarla, prese in considerazione la possibilità di fuggire a Costantinopoli presso Giustiniano, salvo poi ripensarci dopo essere riuscita a sventare il golpe. Nel frattempo il giovane Atalarico si era gravemente ammalato e Amalasunta, consapevole di non riuscire a conservare a lungo il potere dopo la morte del figlio a causa della crescente opposizione al suo governo, intavolò trattative con Giustiniano per la cessione dell'Italia all'Impero. Mentre le trattative erano ancora in corso, Atalarico si spense in tenera età, costringendo Amalasunta a condividere il trono con il cugino Teodato (534), il quale non tardò a organizzare un colpo di Stato con cui rovesciò ed esiliò la regina madre sull'isola Martana del lago di Bolsena; quest'ultima venne poi strangolata per ordine di Teodato nel 535. L'imperatore affidò l'impresa di riconquistare l'Italia a Belisario, console per l'anno 535, mentre Mundo ricevette l'incarico di invadere la Dalmazia.

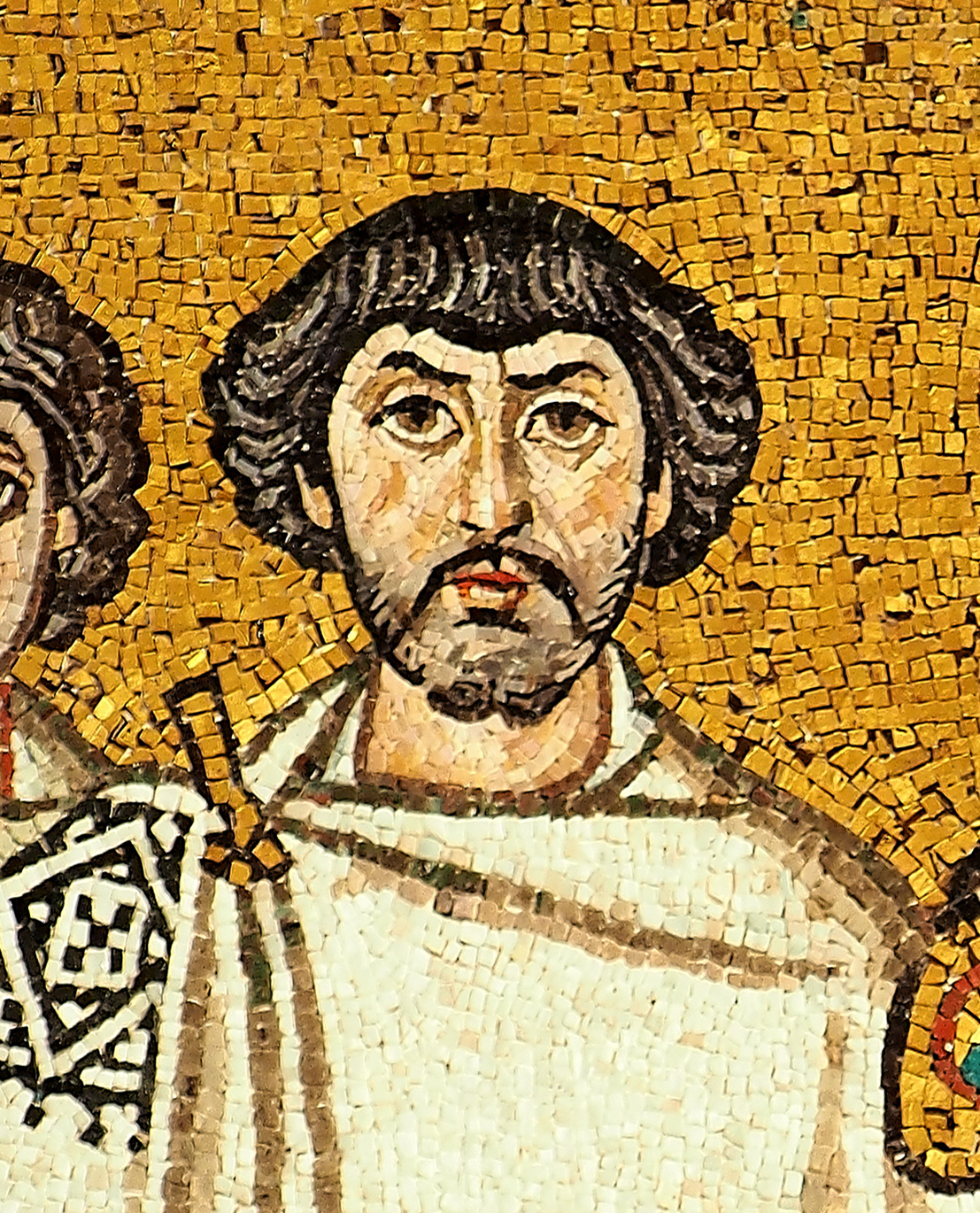
Presunto ritratto di Belisario in un mosaico della basilica di San Vitale a Ravenna

Belisario avanzò in Sicilia, conquistandola in breve tempo, mentre contemporaneamente Mundo riuscì a soggiogare la Dalmazia. Nel frattempo il re ostrogoto Teodato, allarmato per i primi successi bizantini e poco incline alla guerra, inviò papa Agapito I a Costantinopoli per negoziare la pace, ma la missione diplomatica del pontefice (che si spense nella capitale bizantina nella primavera del 536) ebbe successo solo dal punto di vista religioso (convincendo Giustiniano ad abbandonare la politica di compromesso con gli eretici monofisiti). Nel corso delle trattative, Teodato parve inizialmente remissivo dichiarandosi disposto a consegnare il regno ostrogoto all'Impero in cambio di una pensione annuale. Tuttavia, in seguito a una vittoria in Dalmazia sulle truppe imperiali, il re goto tornò sui propri passi, rompendo le trattative di pace e determinando il proseguimento delle ostilità. Nel 536 Belisario attraversò lo stretto di Messina, sottomise senza trovare opposizione l'Italia meridionale e si diresse a Roma, che conquistò.
Nel frattempo i Goti, insoddisfatti della passività di Teodato, lo uccisero per eleggere re Vitige, il quale preparò la controffensiva gota che si concretò nell'assedio di Roma protrattosi per un anno. Durante l'assedio di Roma del 537-538, l'assediato Belisario chiese, ottenendoli, nuovi rinforzi all'imperatore. Il comandante dei rinforzi, l'eunuco Narsete, non era tuttavia disposto a obbedire agli ordini di Belisario e, sentendosi legittimato dalla discrezionalità accordatagli da Giustiniano, intraprese la conquista dell'Emilia nonostante il disaccordo di Belisario. La conseguente disunione dell'esercito imperiale, diviso in una fazione fedele a Belisario e l'altra al seguito di Narsete, agevolò la riconquista gota di Milano, in seguito alla quale Giustiniano richiamò Narsete a Costantinopoli. Senza più Narsete a contrastarlo, Belisario poté riprendere la riconquista dell'Italia, impadronendosi con l'inganno della capitale dei Goti Ravenna e facendo prigioniero il re Vitige, che portò con sé a Costantinopoli.
Belisario era in disaccordo con Giustiniano sul che fare dei territori riconquistati: Giustiniano avrebbe voluto lasciare che gli Ostrogoti governassero uno Stato a nord del Po, mentre Belisario avrebbe preferito fare dell'intera Italia un territorio imperiale. Deluso da Belisario, Giustiniano inviò quest'ultimo a oriente, a difendere l'impero dai rinnovati attacchi dei Persiani. Dopo il richiamo di Belisario, Giustiniano spedì in Italia il logoteta (funzionario fiscale) Giovanni, il cui rapace fiscalismo alienò le simpatie degli italici soggetti al governo imperiale. Inoltre la mancanza di un comando unitario e le divisioni tra i generali agevolarono la ripresa degli Ostrogoti, condotti dal nuovo re Totila, che riconquistarono gran parte del Sud Italia, compromettendo le conquiste di Belisario nel quinquennio tra il 535 al 540.

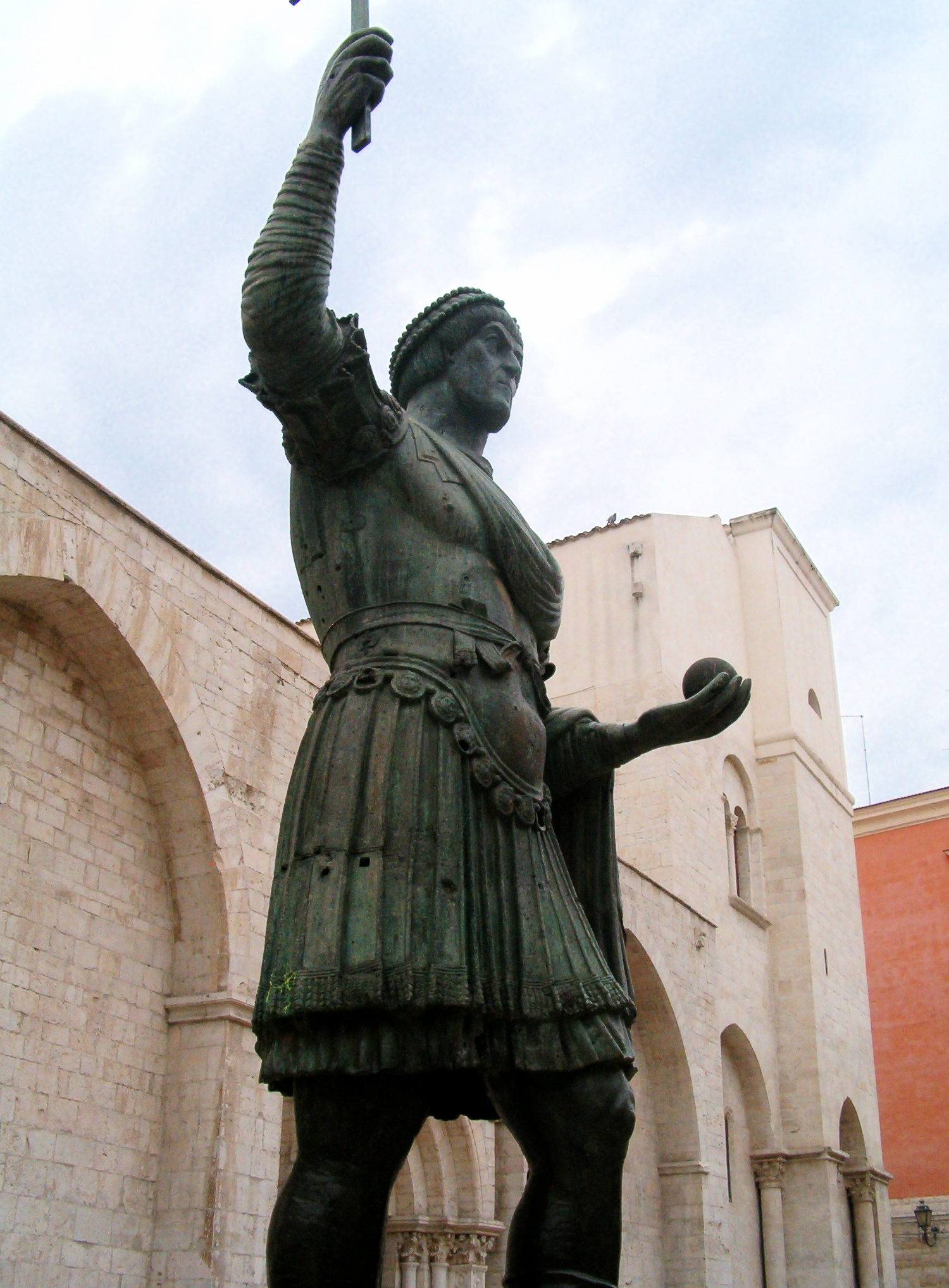
Il Colosso di Barletta: secondo alcune teorie rappresenterebbe Giustiniano I

Nel tentativo di risollevare la situazione, Giustiniano decise dunque di rispedire Belisario in Italia (544). Anche a causa della guerra contro la Persia ancora in corso, Giustiniano non gli poté mettere a disposizione alcun esercito, con l'esclusione delle truppe che già si trovavano in Italia; per tali motivi, il generale aveva dovuto provvedere da sé, a proprie spese, al reclutamento di volontari in Tracia e in Illirico per un totale di 4 000 uomini. A pesare sull'esiguo numero di truppe messe a disposizione del generale fu anche la sua recente caduta in disgrazia: nel 542 Belisario, sospettato di tradimento, era stato destituito e privato dei suoi 7 000 bucellarii (una sorta di milizia privata al suo soldo che si era rivelata decisiva nelle vittorie contro Vandali e Ostrogoti) che non gli furono restituiti nemmeno quando fu riabilitato e spedito in Italia, privandolo così di truppe abili. Lo scarso numero di truppe fornitegli dall'imperatore impedì al generale bizantino di contrastare efficacemente Totila che per giunta aveva potenziato la marina ostrogota, riuscendo così a ostacolare il rifornimento delle città assediate, e adottato delle contromisure atte a impedire a Belisario di applicare la sua tattica consueta basata sul logoramento delle forze nemiche tramite la guerriglia; ad esempio il re ostrogoto faceva demolire sistematicamente le mura delle città espugnate in modo da togliere alle armate bizantine la possibilità di fare uso dei centri fortificati per logorare il nemico e così costringerle allo scontro in campo aperto. In queste circostanze Belisario non osò mai avventurarsi nell'interno della penisola, ma piuttosto preferì spostamenti marittimi navigando lungo le coste. Nonostante tali difficoltà, Belisario riuscì a recuperare Roma e a respingere un tentativo di riconquista della città da parte di Totila. In ogni caso la situazione si era ulteriormente deteriorata e tra la fine del 548 e gli inizi del 549 l'imperatore, su richiesta di Antonina, consorte di Belisario, lo richiamò a Costantinopoli.
Dopo la partenza di Belisario dall'Italia, Giustiniano, assorto nel tentativo di risoluzione di importanti controversie teologiche (come quella dei Tre Capitoli), continuò a dilazionare l'invio di rinforzi in Italia, malgrado i solleciti in tal senso da parte dei senatori rifugiatisi a Costantinopoli. Di conseguenza, Totila riconquistò Roma e altre città, per poi invadere la Sicilia e la Sardegna, riducendo i territori ancora controllati dai Bizantini nella penisola a poche piazzeforti isolate. Nel frattempo i Franchi, approfittando della guerra in corso tra Ostrogoti e Bizantini, avevano occupato gran parte dell'Italia settentrionale. Giustiniano, a questo punto, si risolse a inviare in Italia consistenti rinforzi sotto il comando di suo cugino Germano, il quale fu nominato strategos autokrator (generalissimo) e sposò l'ex regina ostrogota Matasunta, una mossa propagandistica che si sperava avrebbe significativamente ridotto la resistenza oppostagli dagli Ostrogoti. Tuttavia Germano si spense improvvisamente nell'autunno del 550 durante i preparativi della spedizione, che fu per il momento rinviata.
Nel 551 l'imperatore affidò al generale eunuco Narsete il compito di concludere una volta per tutte la guerra gotica. Nel corso del 552 Narsete, supportato da truppe adeguate allo scopo, riuscì a sconfiggere definitivamente gli Ostrogoti annientandoli nelle battaglie di Tagina (nel corso della quale morì Totila) e dei Monti Lattari (dove trovò la morte l'ultimo re ostrogoto Teia). La conquista non si rivelò però salda, dal momento che la penisola venne invasa dai Franchi e Alemanni che dilagarono fino allo stretto di Messina, mentre alcune fortezze gote ancora resistevano. Narsete riuscì a superare anche questi nuovi ostacoli, annientando la coalizione franco-alemanna nella battaglia del Volturno del 554, e nel 555 l'ultima fortezza gota a sud del Po, Conza, capitolò.
Gli anni successivi furono dedicati alla conquista delle città a nord del Po rimaste in mano gota e franca: nel 559 Milano e la Venezia risultavano già essere in mano imperiale, ma fu solo nel 562, con la resa di Brescia e Verona, che la conquista dell'Italia poté dirsi completa. Ma le conquiste di Narsete non furono durature e, a causa dello spopolamento e delle frequenti razzie di Franchi e Alemanni, non si ebbe mai un'ordinata gestione dei territori recuperati.
Con la Prammatica Sanzione del 554 la legislazione imperiale fu estesa all'Italia. La Dalmazia entrò a far parte della prefettura del pretorio dell'Illirico mentre la Sicilia non entrò a far parte di nessuna prefettura. La prefettura del pretorio d'Italia fu ristretta quindi all'Italia continentale e peninsulare, escludendo le isole. La massima autorità civile era in teoria il prefetto del pretorio risiedente a Ravenna ma nei fatti l'autorità civile fu sempre limitata fin dal principio da quella militare. Fu infatti il generalissimo (strategos autokrator in greco) Narsete ad assumere il governo effettivo dell'Italia. Pare che la prefettura d'Italia fu suddivisa in due diocesi, come nel tardo Impero romano.
L'Imperatore, mostrando soddisfazione per la fine del "tiranno Totila", annullò tutti i provvedimenti di quel re goto, confermando però le leggi dei suoi predecessori: questi provvedimenti erano volti ad annullare la riforma sociale di Totila, che aveva colpito gli interessi della classe senatoria con confische e l'affrancamento dei servi, e restaurare l'ordine preesistente alla guerra. Inoltre promise a Roma fondi per la ricostruzione dei danni della guerra, e tentò di porre fine agli abusi fiscali compiuti dai suoi sottoposti nella penisola, ma questi provvedimenti non ebbero molto effetto. Anche se alcune fonti coeve propagandistiche parlano di un'Italia florida e rinata dopo la conclusione del conflitto, la realtà doveva essere ben diversa: la guerra aveva infatti inflitto all'Italia danni che non fu possibile cancellare in breve tempo, e, anche se Narsete e i suoi sottoposti ricostruirono numerose città distrutte dai Goti, la situazione dell'Italia era comunque disastrosa, dato che, come ammise in due lettere Papa Pelagio, le campagne erano talmente devastate da essere irrecuperabili e la Chiesa riceveva proventi solo dalle isole o da zone esterne alla Penisola; inoltre i tentativi di Giustiniano di porre fine agli abusi nella riscossione delle tasse in Italia non ebbero effetto, poiché ancora esistevano, mentre il Senato romano entrò in una crisi irreversibile e scomparve agli inizi del VII secolo.
La conquista dell'Italia fu tuttavia effimera: infatti tre anni dopo la morte di Giustiniano, nel 568, i Longobardi invasero la penisola e in pochi anni riuscirono a occuparne circa due terzi.

##### Conquista della Spagna meridionale
Nel corso del 551 il regno visigoto fu colpito da una grave guerra civile: un pretendente al trono, Atanagildo, era infatti insorto contro il re legittimo Agila I, chiedendo aiuti militari proprio all'Impero romano d'Oriente per rovesciare il legittimo sovrano; Giustiniano decise di accettare la richiesta di aiuto giuntagli da Atanagildo, intendendo approfittare della guerra civile tra i Visigoti per strappare loro territori in Spagna meridionale; affidò il comando della spedizione a Liberio, che invase la Spagna meridionale in supporto di Atanagildo; sullo svolgimento della guerra le cronache dell'epoca non sono molto dettagliate, ma intorno al 555 la guerra civile terminò con l'uccisione di Agila e l'ascesa al trono di Atanagildo, che però non riuscì a ottenere il ritiro delle truppe imperiali dalle città da esse occupate.
I territori occupati dalle truppe imperiali (che comprendevano parte della Spagna meridionale) formarono la nuova provincia di Spania, che resistette agli assalti visigoti fino al 624, anno in cui i Bizantini furono espulsi dalla Spagna. Sembra che i Bizantini abbiano occupato parte della Spagna, non solo per portare avanti il progetto di restauratio imperii giustinianea, ma anche per formare una zona "cuscinetto" (la Spagna bizantina appunto) per impedire ai Visigoti di invadere l'Africa bizantina.

##### Il rovescio della medaglia: le guerre in Oriente e nei Balcani
| Impero romano d'Oriente Conquiste di Giustiniano | Impero sasanide Vassalli dei Sasanidi |

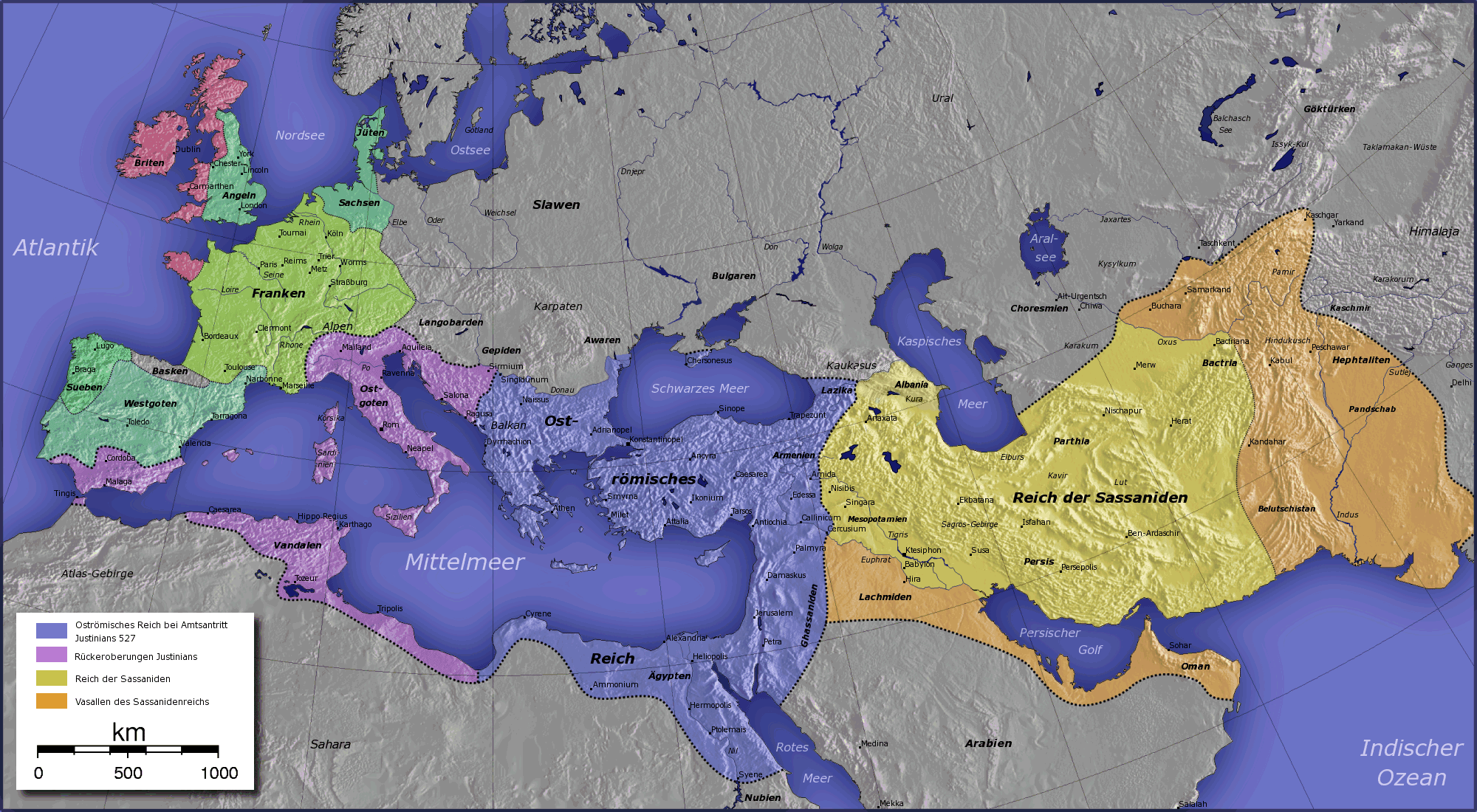
L'Impero romano d'Oriente sotto il regno di Giustiniano e quello sasanide

Lo squilibrio creato a oriente dalle campagne in Europa occidentale fu subito colto dai Persiani, che tra il 540 e il 562 invasero l'Armenia e la Siria, espugnando anche la metropoli di Antiochia la cui popolazione venne deportata in Persia. Giustiniano fu costretto a richiamare Belisario a Costantinopoli per inviarlo contro i Persiani nel 541 ma il generale, pur ottenendo qualche successo, non riuscì a ottenere una vittoria definitiva. Nel 545 Giustiniano riuscì a ottenere una tregua a caro prezzo, non valida tuttavia per la Lazica, dove la guerra riprese con intensità nel 549, dopo la rivolta della popolazione locale, oppressa dai Persiani, che chiese aiuto a Bisanzio. Il conflitto che ne risultò, detta guerra lazica, durò fino al 557. Tuttavia fu solo nel 561 che venne firmata la pace, con la quale l'impero romano d'Oriente riotteneva il controllo della regione, ma al prezzo di un tributo da versare ai Persiani.
Inoltre anche le frontiere balcaniche erano messe a rischio dalle popolazioni di Slavi che, nonostante la robustezza delle fortezze imperiali, sulle quali Giustiniano aveva investito molti soldi, invadevano quasi ogni anno i Balcani massacrando e saccheggiando le province bizantine senza incontrare quasi alcuna resistenza. Infatti, a causa delle campagne in Occidente, le frontiere balcaniche furono sguarnite di truppe e di ciò ne approfittarono i Barbari che nel 559 giunsero a minacciare direttamente Costantinopoli e furono respinti solo per merito di Belisario.
Della politica espansionistica di Giustiniano ne fecero dunque le spese gli abitanti dell'Impero come afferma Procopio nella Storia segreta:
(Procopio, Storia Segreta, 18.)

#### Persecuzione delle religioni non cristiane

Giustiniano I ricostruì in modo grandioso la basilica di Santa Sofia, facendola diventare la più grande chiesa della cristianità. Egli dopo dirà: "Salomone, ti ho superato".

La politica religiosa di Giustiniano rifletteva la convinzione imperiale che l'unità dell'impero presupponesse incondizionatamente l'unità della fede; e con lui sembrò un dato di fatto che questa fede potesse essere solo l'ortodossia. Gli appartenenti a un credo differente dovettero riconoscere che il processo iniziato a partire da Costantino I sarebbe continuato con vigore. Il Codice Giustiniano conteneva due statuti (Cod., I., xi. 9 e 10) i quali decretavano la totale distruzione dell'ellenismo, anche nella vita civile; queste disposizioni vennero attuate con zelo. Le fonti coeve (Giovanni Malala, Teofane Confessore, Giovanni di Efeso) ci parlano di gravi persecuzioni, anche di uomini altolocati.
Forse, l'evento più degno di nota avvenne nel 529, quando gli insegnamenti dell'Accademia di Atene di Platone vennero posti sotto il controllo dello Stato per ordine di Giustiniano, soffocando in pratica questa scuola di formazione dell'ellenismo. Il paganesimo venne soppresso attivamente. Solo in Asia Minore, Giovanni di Efeso sostenne di aver convertito 70 000 pagani. Altre popolazioni accettarono la cristianità: gli Eruli, gli Unni che dimoravano nei pressi del Don, gli Abasgi e gli Tzani in Caucasia.
L'adorazione di Amon ad Augila, nel deserto libico, venne abolita; così come i resti del culto di Iside sull'isola di File, sulle prime cataratte del Nilo. Il Presbitero Giuliano e il Vescovo Longino condussero una missione tra i Nabatei e Giustiniano tentò di rafforzare la cristianità nello Yemen inviandovi un ecclesiastico dall'Egitto.
Anche gli ebrei soffrirono; non solo le autorità restrinsero i loro diritti civili, e minacciarono i loro privilegi religiosi; ma l'imperatore interferì negli affari interni della sinagoga, vietando ad esempio l'uso della lingua ebraica nel culto. I recalcitranti vennero minacciati con punizioni corporali, esilio e perdita delle proprietà. Gli ebrei di Borium, non lontano dalla Syrtis Major, che resistettero a Belisario nella sua campagna contro i Vandali, dovettero abbracciare la cristianità; la loro sinagoga divenne una chiesa.

##### La repressione dei samaritani
L'imperatore ebbe molti problemi con i samaritani, considerati refrattari alla cristianità e ripetutamente in insurrezione. Questo gruppo etnico religioso, che alle soglie dei VI secolo era divenuto dominante in Samaria, era avversato dai cristiani e anche dagli ebrei. In quanto di religione non accettabile, essi subirono le stesse restrizioni di diritti civili subite dagli eretici. Una prima rivolta samaritana scoppiò nel 529, a causa dell'usanza da parte dei bambini cristiani di lanciare sassi contro le sinagoghe dei samaritani dopo la messa della domenica; i samaritani, che in genere sopportavano questa usanza, in quell'occasione reagirono rivoltandosi e massacrando la popolazione cristiana; nominarono successivamente imperatore un brigante di nome Giuliano, ma la loro rivolta venne rapidamente repressa nel sangue. I superstiti della rivolta tentarono senza successo di consegnare la Palestina ai Persiani (con cui l'Impero era in guerra) l'anno successivo. Giustiniano punì i samaritani con una legge del 531 che ordinava la distruzione delle sinagoghe samaritane e li privava del diritto di lasciare in eredità i propri beni a meno che gli eredi non fossero cristiani ortodossi.
Successivamente, nel 551, l'Imperatore, dopo aver avuto dal vescovo di Cesarea Sergio assicurazioni che la conversione dei samaritani era a un buon punto e sarebbero rimasti tranquilli, revocò con la legge Novella 129 alcune restrizioni civili che gravavano sui samaritani tra cui il divieto di lasciare in eredità i loro beni ad altri samaritani (anche se nel caso uno degli eredi fosse stato cristiano ortodosso questi avrebbe ereditato tutto). Alla metà dell'estate del 556, tuttavia, scoppiò la seconda rivolta samaritana. I samaritani, che erano già stati decimati circa tre decenni prima, insorgevano in Cesarea, uniti questa volta ad alcuni alleati ebrei. Anche questa rivolta fu annientata senza pietà.

##### Le persecuzioni dei manichei
L'uniformità della politica di Giustiniano significò che anche i manichei (che credevano in una religione dualista basata sulla Luce e le Tenebre) soffrirono dure persecuzioni, sperimentando sia l'esilio sia la minaccia della pena capitale. A Costantinopoli, in un'occasione, molti manichei, dopo una dura ma manipolata inquisizione, vennero giustiziati alla presenza di Giustiniano in persona: alcuni sul rogo, altri per affogamento.

#### Politica ecclesiastica

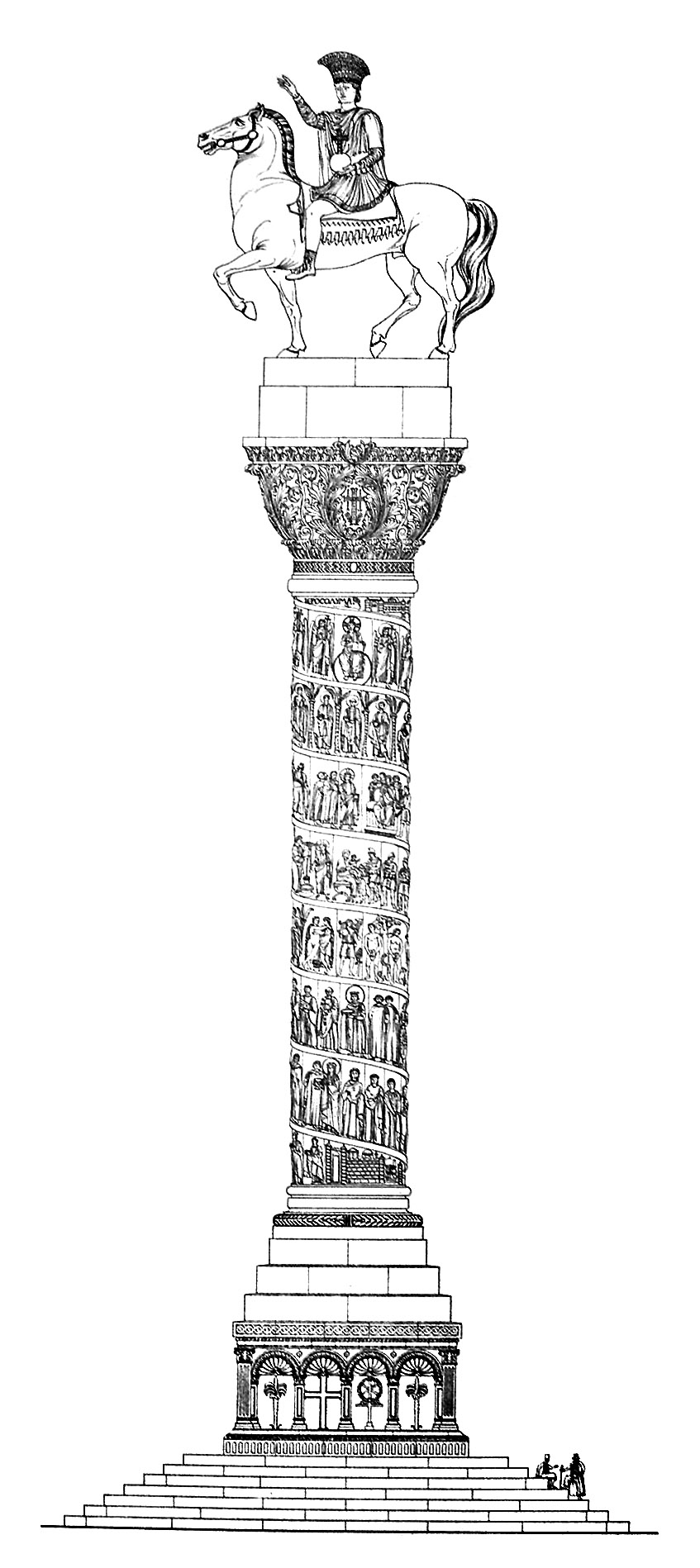
Ricostruzione della colonna di Giustiniano I di Bisanzio a Costantinopoli (il disegno è però errato poiché la colonna non era coclide, ovvero era priva di fregi)

Come per l'amministrazione secolare, il dispotismo apparve anche nella politica ecclesiastica dell'imperatore. Egli regolava tutto, sia nella religione sia nella legge.
Agli inizi del suo regno, ritenne appropriato promulgare per legge il suo credo nella Trinità e nell'Incarnazione; e di minacciare tutti gli eretici con delle punizioni. Successivamente dichiarò che aveva stabilito di privare tutti i disturbatori dell'ortodossia dell'opportunità, per tale offesa, di un giusto processo di legge. Giustiniano rese il credo niceno-costantinopolitano l'unico simbolo della Chiesa e concesse valore legale ai canoni dei quattro concili ecumenici. I vescovi che parteciparono al Secondo concilio di Costantinopoli del 553, riconobbero che non poteva essere fatto niente nella Chiesa, che fosse contrario alla volontà e agli ordini dell'imperatore; mentre, da parte sua, l'imperatore, nel caso del patriarca Antimo, rafforzò il bando della Chiesa con la proscrizione temporale. Diversi vescovi dovettero subire l'ira del tiranno. D'altra parte è vero che non negò alcuna opportunità per assicurare i diritti della Chiesa e del clero e per proteggere e favorire il monachesimo.
Sia il Codex sia le Novellae contengono molti decreti dell'Imperatore riguardanti donazioni, fondazioni, e l'amministrazione della proprietà ecclesiastica; elezioni e diritti di vescovi, sacerdoti e abati; vita monastica, obblighi residenziali del clero, condotta del servizio divino, giurisdizione episcopale, ecc. Giustiniano abbellì e ingrandì Gerusalemme, divenuta il centro religioso della cristianità, con la costruzione di una nuova grandiosa chiesa dedicata alla Vergine, denominata Nuova Chiesa (in greco Nea Ekklesia) o Nuova S. Maria. L'ampio edificio a tre navate, già iniziato dal patriarca Elia, fu completato da Giustiniano nel 543, con grandi lavori di costruzione anche sulla collina sottostante. L'evento fu celebrato con l'introduzione il 21 novembre di una nuova festa solenne per la Chiesa ortodossa: la presentazione di Maria al tempio. L'aspetto della chiesa era simile a quello delle basiliche ravennati ed è presente nel famoso mosaico di Madaba, vicino al decumanus maximus. La nuova chiesa comprendeva un monastero e un ospizio per i poveri e i pellegrini, per cui Giustiniano le assicurò cospicui fondi. Diversamente dalle costruzioni precedenti, la Nea Ekklesia non segnalava la presenza di un luogo santo, ma era parte di un progetto di ampliamento della città. Le sue fondazioni, dotate di cisterne sotterranee adiacenti all'edificio, hanno restituito un'iscrizione ansata dedicatoria, sormontata da una croce, che menziona in greco esplicitamente il vescovo Elia e Giustiniano. Nella capitale Costantinopoli, Giustiniano inoltre ricostruì la Chiesa di Hagia Sophia, il cui sito originale era stato distrutto durante la rivolta Nika. La nuova Hagia Sophia, con le sue numerose cappelle e sacrari, la cupola ottagonale dorata, e i mosaici, divenne il centro e il monumento più visibile del cristianesimo ortodosso a Costantinopoli.

#### Relazioni con Roma
Dalla metà del V secolo in poi, compiti sempre più ardui dovettero essere affrontati dagli imperatori d'Oriente, nella provincia della gestione ecclesiastica. I radicali di tutte le parti sentivano la costante repulsione per il credo che era stato adottato dal concilio di Calcedonia, con lo scopo di mediare tra le parti dogmatiche. La lettera di papa Leone I a Flaviano di Costantinopoli, a Oriente veniva ampiamente considerata come opera di Satana: quindi nessuno si curava di dare ascolto a ciò che proveniva dalla Chiesa di Roma. Gli imperatori, comunque, dovevano lottare con un duplice problema. In primo luogo avevano il compito di preservare l'unione tra Oriente e Occidente, tra Bisanzio e Roma; questo rimaneva possibile solo se non si discostavano dalla linea definita a Calcedonia. In secondo luogo, le fazioni a Oriente, che erano divenute inquiete e disaffezionate a causa di Calcedonia, richiedevano di essere tenute sotto controllo e pacificate. Questo problema si dimostrò il più difficile, poiché i gruppi dissidenti a Oriente eccedevano il partito che appoggiava Calcedonia, sia in termini di numeri, sia di abilità intellettuale. Il corso degli eventi dimostrò l'incompatibilità dei due obbiettivi: chiunque sceglieva Roma e l'Occidente doveva rinunciare all'Oriente e viceversa.
Giustiniano entrò nell'arena dello statalismo ecclesiastico poco dopo l'ascesa dello zio, nel 518, ponendo fine allo scisma acaciano, che durava, tra Roma e Bisanzio, sin dal 483. I vescovi monofisiti vennero privati della loro carica ed esiliati, mentre le comunità monastiche eretiche in Oriente vennero disperse e i loro conventi chiusi. Il riconoscimento della sede romana come della più alta autorità ecclesiastica, rimase la chiave di volta della sua politica occidentale, nonostante suonasse offensiva a molti a Oriente. Comunque Giustiniano, una volta salito al trono, non rinunciò a trovare una formula teologica compromissoria che potesse andare bene sia per i Calcedoniani sia per i monofisiti moderati. Nel 529 permise ai vescovi esiliati di ritornare, e li invitò a partecipare a un'assemblea che avrebbe dovuto risolvere la questione. L'assemblea, tenutasi nel 531, non portò però a risultati.
Giustiniano però non desistette dal tentativo di conciliazione e trovò una possibile formula teologica compromissoria nella dottrina teopaschita. All'inizio era dell'opinione che la questione rivolgeva attorno a parole di poca importanza. Per gradi comunque, Giustiniano venne a comprendere che la formula in questione non solo appariva ortodossa, ma poteva anche servire come misura conciliatoria nei confronti dei monofisiti, e fece un vano tentativo per usarla nella conferenza religiosa con i seguaci di Severo di Antiochia, nel 533. Ancora, Giustiniano rivide la stessa con approvazione nell'editto religioso del 15 marzo 533 (Cod., L, i. 6), e si congratulò con sé stesso poiché papa Giovanni II aveva ammesso l'ortodossia della confessione imperiale. Questo tentativo di compromesso non toccava però la questione principale e non ebbe grande successo.

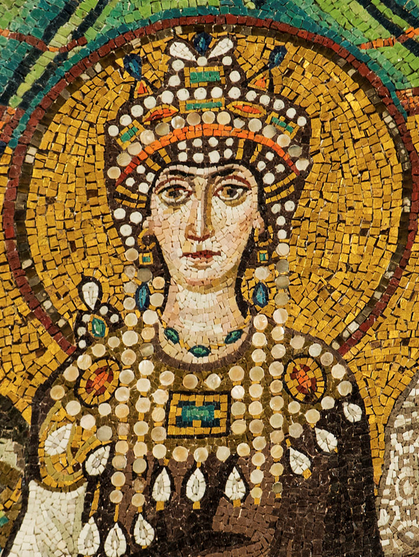
L'imperatrice Teodora era una convinta monofisita e influenzò la politica del marito

Nei primi anni della guerra gotica, combattuta contro i Goti per la riconquista dell'Italia, l'imperatore, evidentemente per mantenere il favore degli italici di fede calcedoniana, abbandonò ogni tentativo di compromesso, avviando una nuova persecuzione contro i monofisiti. Nel 536, su pressione di papa Agapito I, il patriarca di Costantinopoli Antimo, monofisita, venne deposto e sostituito dal calcedoniano Mena, che nel maggio dello stesso anno convocò un sinodo che condannò gli scritti dei patriarchi monofisiti Antimo e Severo (eletti per volere di Teodora). Gli atti del sinodo vennero poi ratificati con un editto dall'imperatore, che proibì con la stessa legge ai deposti patriarchi Antimo e Severo di risiedere nelle grandi città. L'imperatrice Teodora, convinta monofisita, allora, si oppose alla politica ostile del marito, ponendo sotto la sua protezione i membri più eminenti della Chiesa monofisita e tramando per porre sul seggio papale un pontefice che appoggiasse il monofisismo. Si mise in contatto con l'apocrisario papale Vigilio, promettendogli che avrebbe fatto in modo che divenisse papa, ma solo a condizione che avesse ripudiato il concilio di Calcedonia e avesse ristabilito Antimo come patriarca. Nello stesso tempo ordinò al generale Belisario e a sua moglie Antonina, in quel momento a Roma (che avevano strappato ai Goti), di deporre con l'accusa di tradimento papa Silverio. Dopo la deposizione di detto papa, Teodora fece in modo che il suo successore fosse proprio Vigilio. Questi però non mantenne la promessa fatta a Teodora per ottenere il papato e si mantenne ligio all'ortodossia.
Successivamente scoppiò la controversia dei Tre Capitoli, che significò nuovi contrasti con Roma. L'imperatore fu infatti convinto che, per ottenere la conciliazione con i monofisiti, bisognasse condannare alcuni scritti contro il monofisismo, ovvero quelli di Teodoreto di Cirro, di Iba di Edessa e di Teodoro di Mopsuestia, in quanto, pur essendo stati accettati dal concilio di Calcedonia, erano accusati dai monofisiti di essere nestoriani. Seppur con iniziali esitazioni, i patriarchi orientali approvarono la condanna dei Tre Capitoli, ma a condizione che anche il papa fosse d'accordo. La condanna di questi scritti non fu però accettata in Occidente e, di fronte al silenzio papale, Giustiniano passò alle maniere forti deportando papa Vigilio a Costantinopoli per costringerlo ad approvare l'editto dei Tre Capitoli. Nel 548, infine, Vigilio, cedendo alle pressioni dell'imperatore, approvò la condanna seppur con riserve, anche se la protesta dei vescovi occidentali (che minacciavano lo scisma) lo spinse a tornare sui propri passi, riuscendo a persuadere l'imperatore a convocare un concilio che ponesse fine alla questione evitando al contempo un possibile scisma. Prima di convocare tale concilio, però, l'imperatore si volle assicurare che nulla andasse contro i suoi piani e, a tal fine, depose i patriarchi di Alessandria e di Gerusalemme perché rei di non aver approvato la condanna. Nel 551, infine, emise un nuovo editto dei Tre Capitoli, che però non ricevette l'approvazione del papa, il quale per questo motivo subì un tentativo di aggressione da parte della polizia imperiale e venne trattato per i successivi due anni come un prigioniero. Nel 553, infine, si tenne il concilio di Costantinopoli II, che, in assenza del papa (che si era rifiutato di prendervi parte), sancì la condanna dei Tre Capitoli.
Nella condanna dei tre capitoli Giustiniano cercò di soddisfare sia l'Oriente sia l'Occidente, senza però ottenere l'esito sperato. Anche se il papa acconsentì alla condanna, in Occidente i metropoliti di Milano e di Aquileia, convinti che l'imperatore avesse agito in maniera contraria ai decreti di Calcedonia, diedero vita al cosiddetto scisma tricapitolino e, anche se molti delegati a Oriente risultarono asserviti a Giustiniano, molti altri, specialmente i monofisiti, rimasero insoddisfatti. Così l'imperatore sprecò i suoi sforzi per un compito impossibile; il più amaro per lui, poiché durante i suoi ultimi anni ebbe grande interesse per le questioni teologiche.

#### Scritti religiosi

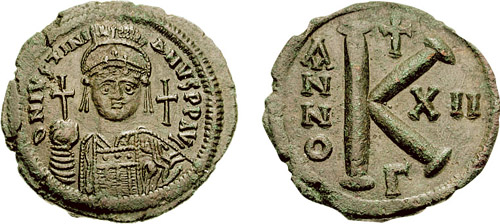
Mezzo follis di Giustiniano I

Giustiniano mise mano personalmente a manifesti teologici che portò avanti come imperatore; anche se, in ragione della posizione dell'autore, diventa difficile discernere se i documenti attualmente attribuiti al suo nome provenivano anche dalla sua penna. Con l'eccezione delle lettere ai papi Ormisda, Giovanni II, Agapito I, e Vigilio, e a varie altre composizioni (raccolte in MPL, lxiii., lxvi. e lxix.), i seguenti documenti sono degni di nota (trovabili tutti in MPG, lxxxvi. 1, pp. 945–1152):
- L'editto sulle eterodossie di Origene, del 543 o 544;
- richiami ai vescovi riuniti a Costantinopoli in occasione del concilio del 553, con riferimento alla loro seduta di giudizio degli errori circolanti tra i seguaci monastici di Origene (Origenisti) a Gerusalemme;
- un editto sulla controversia dei Tre Capitoli, probabilmente emesso nel 551;
- un discorso al concilio del 553, riguardante la teologia antiochena;
- un documento, probabilmente antedatato al 550, indirizzato ad alcuni difensori innominati dei tre capitoli;
- uno scritto di scomunica contro Antimo, Severo e compagni;
- un appello ai monaci egiziani, con una confutazione degli errori monofisiti;
- un frammento di un documento, inviato al patriarca Zoilo di Alessandria.

La teologia sostenuta in questi scritti concordava, in generale, con quella di Leonzio di Bisanzio; in quanto mirava alla soluzione finale del problema, interpretando il simbolo calcedoniano in termini della teologia di Cirillo di Alessandria. Due punti si devono notare al riguardo; la furbizia con cui l'imperatore, o i suoi rappresentanti, riuscirono a difendere la reputazione e la teologia di Cirillo e l'antagonismo con Origene, un chiaro segno della caratteristica mancanza di inclinazione di quell'epoca per il pensiero indipendente, almeno tra personaggi influenti.
Si deve anche menzionare l'aftartodocetismo, una dottrina professata dall'imperatore verso la fine della sua vita. Evagrio riporta (e altre fonti confermano) che Giustiniano promulgò un editto nel quale dichiarava il corpo di Cristo incorruttibile e non suscettibile di sofferenza naturale, e comandò ai suoi vescovi di accettare tale dottrina. La caduta del patriarca Eutichio si collega a questa fase finale della politica imperiale. Le fonti lamentano un declino dalla giusta fede nell'ultima condotta di Giustiniano. Il pensiero che è alla base dell'aftartodocetismo, comunque, non si oppone necessariamente all'ortodossia (si veda Giuliano di Alicarnasso), dato che non nega l'accettazione dell'identità essenziale della natura di Cristo con quella umana. Quindi non è necessario considerare le ultime opinioni teologiche di Giustiniano come quelle di un uomo anziano, né screditarle come funzionali alla sua attività.

### Morte e successione
Giustiniano si spense di vecchiaia nel Palazzo Imperiale la notte tra il 14 e il 15 novembre 565, senza aver avuto figli da Teodora (spentasi nel 548 di cancro). Prima di morire non aveva fissato una regola per la successione, ma il ciambellano Callinico, presente al momento della morte, sostenne che Giustiniano, sul punto di spirare, avesse designato quale suo successore il nipote Giustino, figlio della sorella Vigilanza. Questo fu convocato a palazzo dallo stesso Callinico e da alcuni senatori nella stessa notte e incoronato prontamente dal patriarca di Costantinopoli. Il nuovo imperatore Giustino II fece prontamente assassinare un altro possibile candidato per la successione, il lontano cugino Giustino (figlio del cugino di Giustiniano, Germano).
Giustiniano fu sepolto nella Chiesa dei Santi Apostoli di Costantinopoli. La Chiesa ortodossa lo commemorava annualmente il 14 novembre, apparentemente come santo, anche se, a dire di Meier, il culto di Giustiniano, del quale si hanno alcuni indizi, «non si manifestò mai chiaramente, non quanto per esempio quello di Costantino».

## Fonti e storiografia

### Fonti biografiche
La principale fonte per il regno di Giustiniano è costituita dalle opere di Procopio di Cesarea, anche se la storia ecclesiastica di Giovanni da Efeso (che sopravvive come base per molte cronache successive) fornisce molti ulteriori dettagli. Entrambi gli storici ebbero toni aspri nei confronti di Giustiniano e Teodora: a fianco della sua opera principale, Procopio scrisse anche una Storia Segreta, che relaziona dei molti scandali alla corte di Giustiniano. Continuatori di Procopio furono Agazia Scolastico e Menandro Protettore, le cui opere forniscono importanti informazioni sugli ultimi anni di regno del sovrano, quelli successivi al 552. Altre fonti importanti sono la Chronographia di Giovanni Malala e le storie ecclesiastiche di Giovanni da Efeso ed Evagrio Scolastico. Il De magistratibus di Giovanni Lido, funzionario imperiale, è un'altra fonte importante.

### Aspetto fisico

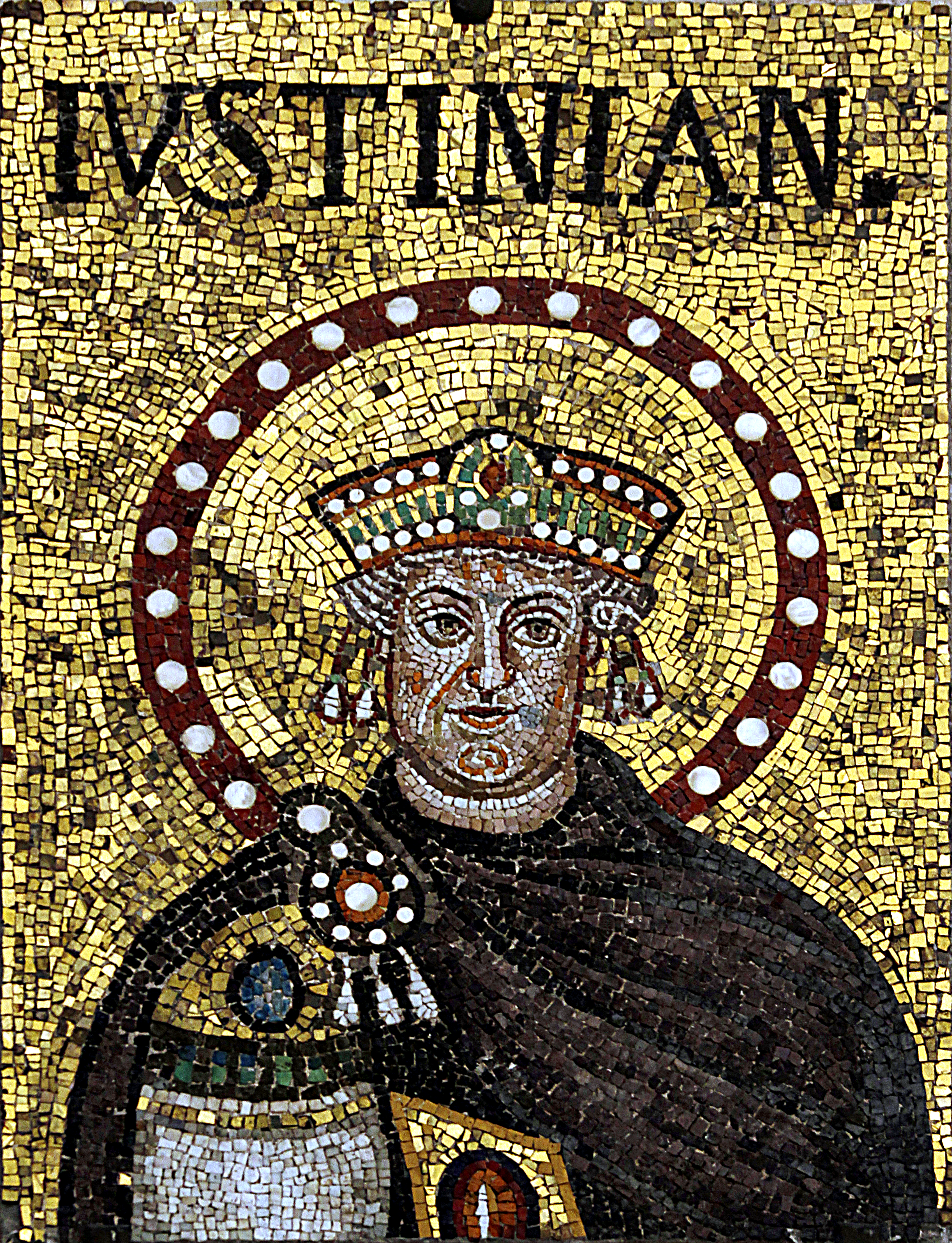
Mosaico della basilica di Sant'Apollinare Nuovo che si presume raffiguri Giustiniano I (ma potrebbe trattarsi anche di Teodorico)

Il cronista coevo Giovanni Malala descrisse Giustiniano come basso di statura, con il naso regolare, la carnagione chiara, i capelli ricci e il viso rotondo e stempiato. Secondo la Storia segreta di Procopio di Cesarea, il sovrano «non era né alto né troppo basso, ma giusto, non magro ma un po' in carne, tondo di viso e non brutto» e «per riassumere in breve i suoi connotati era somigliantissimo a Domiziano figlio di Vespasiano». Le monete emesse dal sovrano all'inizio del suo regno non sono di aiuto nel ricostruire il suo aspetto fisico, fornendone ritratti stilizzati, ma secondo John Bagnell Bury quelle emesse a partire dal 538 fornirebbero un ritratto genuino dell'Imperatore e proverebbero che la presunta somiglianza con il tirannico Domiziano asserita dall'ostile Procopio potrebbe avere qualche fondamento. Il celebre mosaico della Basilica di San Vitale a Ravenna conferma il naso regolare ma non il viso rotondo; è incerto, invece, se il mosaico della Basilica di Sant'Apollinare Nuovo raffiguri effettivamente Giustiniano oppure Teodorico il Grande. Un'altra opera artistica a raffigurare il sovrano è la copia, esposta al British Museum, di un medaglione realizzato in occasione alla riconquista dell'Africa del 534, il cui originale purtroppo è stato trafugato nel 1831. Il disegno, datato XV secolo, della statua equestre di Giustiniano nell'Augusteum di Costantinopoli non è d'aiuto, né lo è il disco d'argento di Kerch che raffigura un imperatore a cavallo, la cui identificazione con Giustiniano non è certa; non è certo se l'avorio Barberini raffiguri Giustiniano o un altro imperatore.

### Valutazione del suo operato
Quanto al suo operato, le fonti si dividono tra quelle che ne fanno lodi sperticate e quelle che lo descrivono come un tiranno, cosicché, come scrisse Charles Diehl nel 1901, «pochi personaggi storici sono più difficili da giudicare dell'imperatore Giustiniano» («peu de personnages historiques sont plus difficiles à juger que l'empereur Justinien»). Uno dei problemi maggiori è costituito dalle opere di Procopio, che forniscono un ritratto contraddittorio del sovrano a seconda del pubblico a cui erano destinate: se nel De aedificiis (opera encomiastica commissionatagli dall'imperatore stesso) Procopio lo esalta oltremodo, nella Storia segreta (un libello diffamatorio che circolava segretamente tra gli oppositori di Giustiniano) ne fa un ritratto completamente agli antipodi; nella Storia delle guerre, invece, lo storico di Cesarea si mantiene cautamente neutrale (per evitare di subire rappresaglie), pur non mancando di criticare in maniera velata il suo governo.

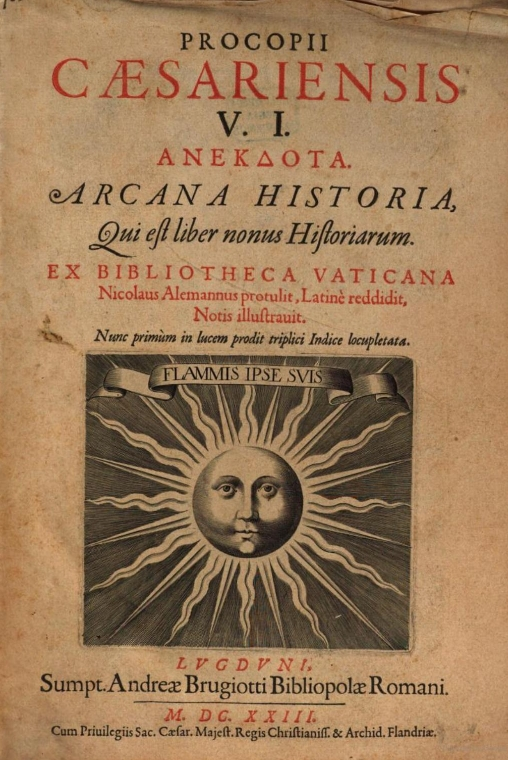
Frontespizio dell'editio princeps della Storia segreta di Procopio

La Storia segreta di Procopio descrive il carattere del sovrano accusandolo di essere «falso, imbroglione, artefatto, tenebroso nell'ira, doppio, un uomo tremendo, perfetto nel dissimulare un'opinione» nonché spergiuro, frettoloso nell'emettere sentenze, «aperto alle calunnie e pronto nelle vendette». Passando al suo operato, Procopio lo critica per aver avviato guerre di conquista che provocarono per lo più morte e devastazione, per la persecuzione delle minoranze religiose, per l'aumento delle tasse e della corruzione, per la concessione dell'immunità alla fazione degli Azzurri, per la confisca di beni ai senatori (dei quali si sarebbe fatto erede con falsi testamenti) e per lo sperpero delle risorse finanziarie dell'Impero, dissipate in tributi ai Barbari e costruzioni di fastosi edifici. Lo storico di Cesarea descrive inoltre il sovrano come succubo della moglie Teodora, e afferma che di fatto i due reggessero congiuntamente l'Impero come se fosse una diarchia, trascinandolo verso la rovina. È degno di nota il fatto che nel De aedificiis lo stesso Procopio aveva esaltato il sovrano per aver reso il suo Stato (alla sua ascesa «incurabilmente disgregato») «più grande per estensione e molto più splendido, scacciandone dai confini i barbari, antichi tormentatori», nonché per la lotta alle eresie, politiche pesantemente condannate nella Storia segreta. Ravegnani ha definito Procopio «squallido» per aver attaccato in maniera così veemente il sovrano nonostante ne avesse fornito un ritratto completamente antitetico altrove, e definisce la Storia segreta uno scritto dai toni più consoni a un giornale scandalistico che non a una opera storica.
Anche se Procopio accentua di molto le responsabilità del sovrano, definendo "sue innovazioni" degli abusi che erano eredità dei governi precedenti, molte delle critiche mossegli (ad esempio l'oppressione finanziaria e religiosa, il pagamento dei tributi ai Barbari e l'immunità concessa agli Azzurri) trovano riscontro in altre fonti coeve, come le storie ecclesiastiche di Giovanni da Efeso ed Evagrio Scolastico, mentre l'Epitome delle storie di Zonara (redatta tuttavia nel XII secolo) conferma la diarchia con Teodora. Queste fonti presumibilmente presentano il punto di vista degli oppositori di Giustiniano.
La critica storiografica moderna ha assolto Giustiniano da diverse accuse mossegli da Procopio. Le accuse che si fosse fatto erede di senatori con falsi testamenti sembrerebbero essere infondate, e l'Imperatore, al contrario di quanto afferma Procopio, sapeva anche essere occasionalmente clemente, come conferma il fatto che perdonò diversi senatori coinvolti nella rivolta di Nika richiamandoli dall'esilio o restituendo loro le terre in un primo momento confiscate. Inoltre Giustiniano, al contrario dei suoi predecessori che rispettavano con maggiore rigore l'etichetta di corte rendendosi inavvicinabili alla gente comune, era più facilmente accessibile ai sudditi dando loro udienza più frequentemente e promulgando diverse leggi in accoglimento delle loro istanze.
Secondo il De aedificiis di Procopio, Giustiniano era parco e tendeva a lavorare fino a tardi, dormendo poco la notte e conducendo uno stile di vita ascetico, descrizione confermata anche da altre fonti. Nella convinzione assoluta, attestata da diverse sue leggi, di aver ricevuto la missione divina di riportare l'Impero romano al suo antico splendore, il sovrano trascorreva gran parte della giornata nella gestione dello Stato, redigendo di persona leggi, piani di conquista e finanche trattati teologici. Il suo carattere fortemente accentratore e autocratico lo portava a prendere da solo tutte le decisioni per quanto possibile, invece di delegarle ai suoi subordinati a cui lasciava ben poca autonomia.
Vari storici moderni hanno criticato Giustiniano per aver attuato una politica offensivista sconsiderata, espandendo a dismisura l'Impero pur non avendo le risorse disponibili per mantenere le nuove conquiste e lasciando sguarnite le vecchie frontiere permettendo ai Barbari e ai Persiani di devastarle. Diversi studiosi ritengono invece che al declino dell'Impero e al fallimento della restauratio imperii giustinianea contribuì in modo decisivo l'epidemia di peste del 542, che indebolì di molto l'Impero, svantaggiandolo rispetto ai suoi nemici (meno evoluti e meno urbanizzati e dunque colpiti in modo meno grave dalla peste). Inoltre il suo successore, Giustino II, ebbe anche lui delle colpe, in quanto invece di mandare truppe in soccorso dell'Italia invasa dai Longobardi decise di iniziare un'inutile e dispendiosa guerra contro la Persia che indebolì l'Impero, favorendo la conquista longobarda e impedendogli di reagire in modo efficace allo stanziamento nelle province balcaniche degli Slavi e degli Avari.
Molto discussa è anche la politica religiosa giustinianea; lo storico Ernst Stein lo definì «il solo principe che abbia perseguitato tutte le comunità religiose dell'Impero, senza far eccezione per quella a cui lui stesso rivendicò di appartenere» («le seul prince qui ait persécuté toutes les communautés religieuses de son Empire, sans excepter celle dont il se réclamait lui-méme»).

### Eredità storica culturale
La maggiore eredità lasciata da Giustiniano è la raccolta normativa del 535, poi conosciuta come Corpus iuris civilis, una compilazione omogenea della legge romana che è tutt'oggi alla base del diritto civile, l'ordinamento giuridico più diffuso al mondo. In Occidente, il Corpus iuris venne preso come testo di riferimento solo a partire dal Basso Medioevo per merito della Scuola bolognese dei glossatori, dato che nell'Alto Medioevo sia sul diritto germanico sia sul diritto in uso presso le genti di espressione e cultura latine, ebbe maggiore influenza il Codex Theodosianus, emanato nel periodo di costituzione dei regni romano-barbarici entro un Impero d'Occidente in pieno smembramento.
Il poeta Dante Alighieri nella Divina Commedia colloca Giustiniano in Paradiso tra gli spiriti che bene operarono per fama e gloria terrena, posti nel cielo di Mercurio (Paradiso, fine canto V e canto VI). Il sovrano bizantino è la figura centrale del canto VI (il cosiddetto "canto politico"): egli parla della propria vita e della storia del potere imperiale (simboleggiato dall'aquila), spiegando come l'Impero romano sia stato voluto da Dio per essere strumento della Redenzione e deplorandone la decadenza ai tempi di Dante, causata dalle lotte tra guelfi e ghibellini. Si ritiene che l'intento di Dante fosse quello di presentare Giustiniano come l'imperatore da prendere a modello per risollevare l'impero dal declino, con l'argomentazione che intervenne in Italia per riportarla sotto il controllo imperiale, riformò il diritto e mantenne buoni rapporti con il Papato, anteponendo la Fede alla Ragione. Dante rappresenta Giustiniano come guidato dalla Provvidenza Divina nella riforma del diritto e nelle conquiste militari in Occidente, sostenendo che furono possibili solo in seguito all'intervento di papa Agapito I che avrebbe ricondotto l'Imperatore, inizialmente monofisita, alla vera fede:
(Dante, Divina Commedia, Paradiso, canto VI, vv. 13-18)
In realtà Dante disponeva di informazioni incomplete se non imprecise su Giustiniano che, insieme all'intento di presentare le azioni del sovrano come guidate dalla Provvidenza Divina, contribuirono all'omissione degli aspetti più negativi del suo governo e a errori cronologici e fattuali, soprattutto per quanto concerne le sue convinzioni religiose e i rapporti con la Chiesa: in particolare il poeta si sbagliò sull'iniziale adesione di Giustiniano all'eresia monofisita, in realtà appoggiata dalla moglie Teodora, anche se è accertato che papa Agapito I si recò a Costantinopoli nel 536 riuscendo a convincere l'imperatore ad abbandonare la politica di compromesso con i monofisiti intrapresa per l'influenza dell'intrigante imperatrice, benché ciò fosse avvenuto dopo, e non prima, la redazione del Corpus iuris civilis e la riconquista dell'Africa; in ogni caso, contrariamente a quanto lascia intendere Dante, anche successivamente Giustiniano prese decisioni controverse in politica religiosa, che lo portarono allo scontro con il Papato (nel corso del quale fece deportare papa Vigilio a Costantinopoli per costringerlo a sottomettersi alla politica religiosa imperiale), arrivando addirittura ad aderire alla dottrina monofisita dell'aftartodocetismo negli ultimi anni di regno.
Giustiniano compare in diverse altre opere letterarie e cinematografiche, anche se non sempre ne è il protagonista. Diverse di queste opere sono relative al "mito" (senza fondamento storico) dell'accecamento di Belisario per ordine di Giustiniano, descritto come un sovrano ingrato reo di aver acriticamente dato credito alle accuse infondate di tradimento messe in giro dai funzionari imperiali, invidiosi per i grandi successi conseguiti dal generale. Altre opere sono incentrate sulla moglie Teodora o sulla guerra tra i Bizantini e gli Ostrogoti per il possesso dell'Italia (vedasi ad esempio L'Italia liberata dai Goti, poema composto nel XVI secolo dal vicentino Gian Giorgio Trissino; Ein Kampf um Rom, romanzo dello scrittore tedesco Felix Dahn; O bizantino, romanzo dello scrittore brasiliano Miguel M. Abrahão).